# Histoire de la Suède

La Suède en Europe.

Pour un article plus général, voir Histoire de la Scandinavie.
L'histoire de la Suède à proprement parler commence au VIIIe siècle, avec l'apparition des premières sources écrites. C'est le début de l'âge des Vikings, durant lequel les Suédois (Varègues) sont principalement actifs vers l'Orient, commerçant avec les peuples slaves de Russie et poussant leurs expéditions jusqu'à Constantinople et Bagdad. L'unification de la Suède en royaume se produit au Xe siècle, plus tardivement que celles du Danemark et de la Norvège. Le pays se convertit également au christianisme à partir du règne d'Olof Skötkonung.
La conquête de la Finlande commence au XIIe siècle. En 1397, la Suède est associée au Danemark et à la Norvège au sein de l'union de Kalmar, dont elle tente à plusieurs reprises de se détacher au cours du XVe siècle. Gustave Vasa rompt l'Union en 1520, donnant naissance au royaume de Suède moderne, qui impose rapidement le protestantisme comme religion d'État. Le pays connaît son apogée territorial dans la première moitié du XVIIe siècle, sous les règnes de Gustave II Adolphe, qui implique son pays dans la guerre de Trente Ans, et Christine. On parle d'empire suédois pour désigner cet ensemble qui inclut la Suède propre, la Finlande et diverses possessions sur les rives de la mer Baltique.
Le XVIIIe siècle est une période de déclin pour la Suède qui perd la totalité de ses conquêtes, y compris la Finlande en 1809. Elle entre cependant en union personnelle avec la Norvège pour un siècle (1814-1905). Le pays connaît une industrialisation rapide durant la seconde moitié du XIXe siècle et devient une monarchie parlementaire sous l'égide de la maison Bernadotte, dynastie d'origine française. La Suède poursuit une politique de neutralité qui l'a tenue à l'écart des deux guerres mondiales du XXe siècle, sans pour autant l'empêcher d'adhérer à l'Organisation des Nations unies en 1946, ainsi qu'à l'Union européenne en 1995. En 2024, elle abandonne cette politique de neutralité et adhère à l'OTAN à la suite de l'agression de l'Ukraine par la Russie.
En 2024, la Suède, sur un territoire de 450 295 km2, abrite une population d'environ 10,6 millions de Suédoises et Suédois, parlant très majoritairement le suédois.
La population était de 5 millions en 1900, de 6 en 1923, de 8 en 1970, de 9 en 2005. On note une forte immigration en Suède (19,5 %), et une forte diaspora suédoise (en), dont des Suédo-Américains (environ 4 millions qui revendiquent leurs origines suédoises).

## Préhistoire

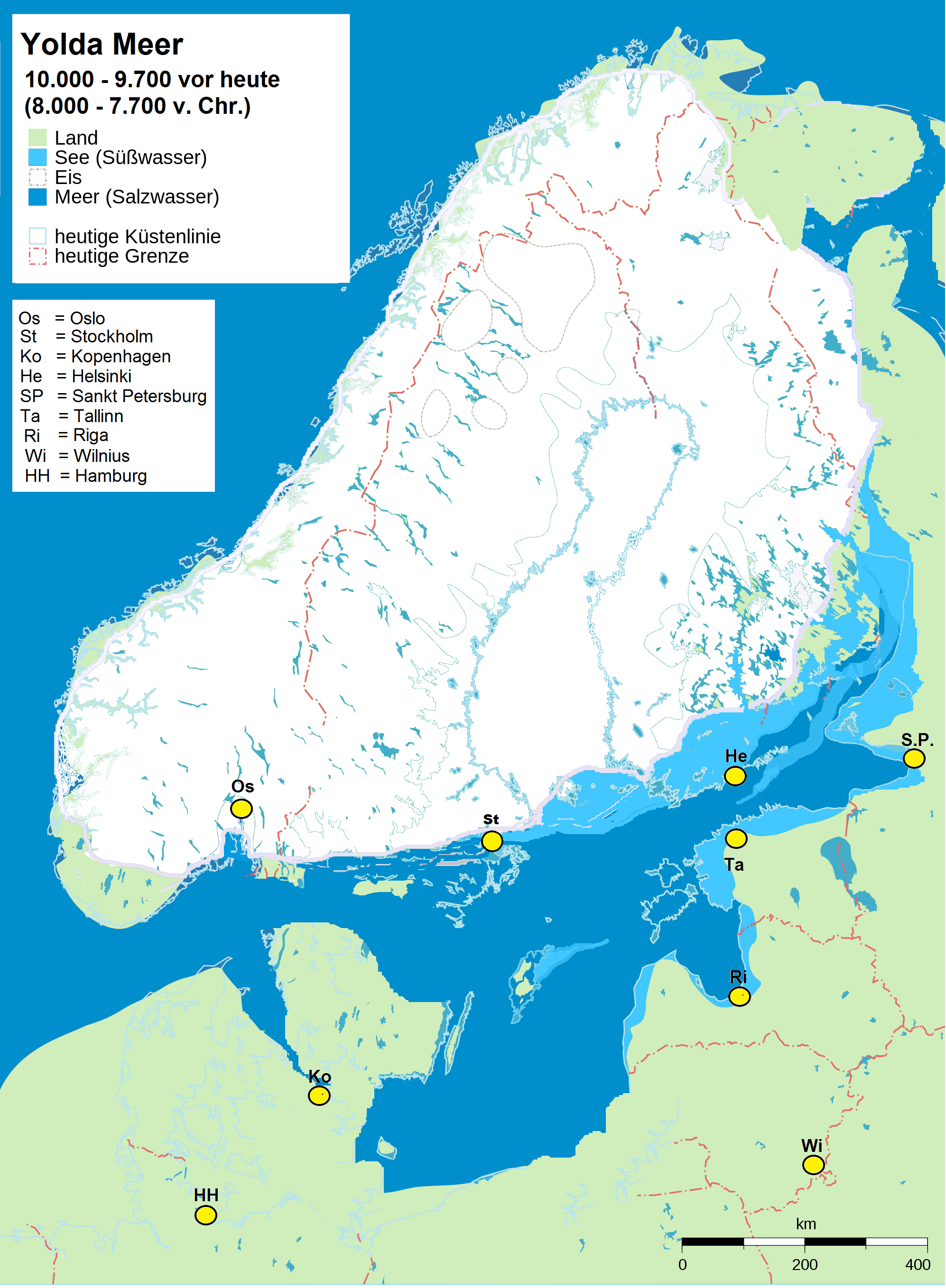
Lac proglaciaire Baltique.

Densité de sites archéologiques.

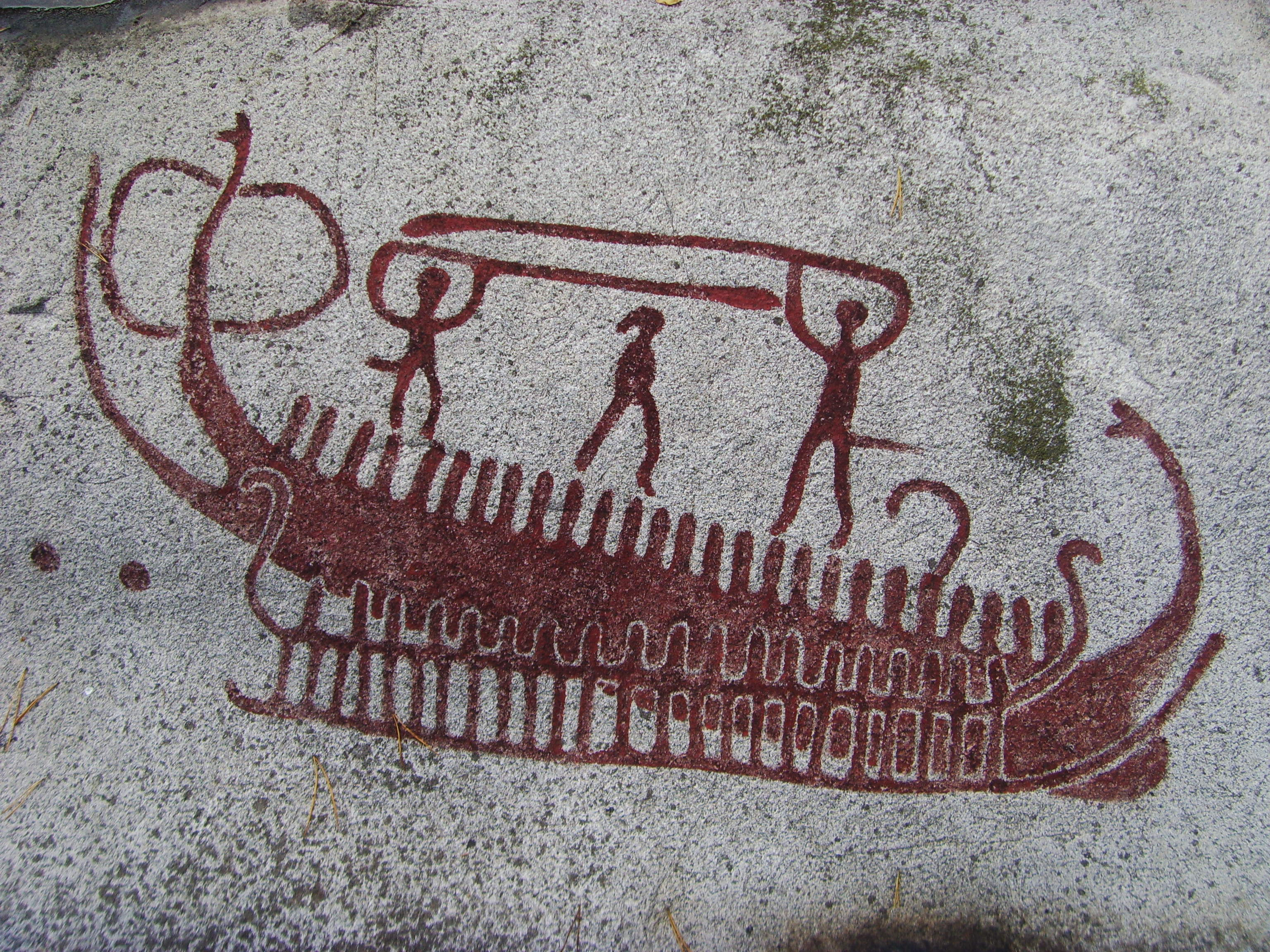
Peinture rupestre à Massleberg.

### Fin de l'ère glaciaire
Jusque vers l'an -11000 (avant l'ère chrétienne), la Suède est entièrement recouverte d'une calotte glaciaire culminant parfois à 3 000 mètres d'altitude. Seule la Scanie est libre de glace; l'actuelle mer Baltique forme un grand lac glaciaire.
Vers l'an -8 500, la glace commence à se retirer et l'océan Atlantique s'engouffre jusqu'à la mer Baltique formant une mer à Yoldia. Le Dalsland, le Västergötland et l'Östergötland sont désormais libres de glace.
Vers -7 000, la montée des terres isole la mer ainsi formée qui donne naissance, par exemple, à l'actuel lac Vänern. La Suède connaît dans les siècles suivants plusieurs flux et reflux de l'océan.
C'est seulement vers -4 500 que la Suède acquiert la forme que nous lui connaissons aujourd'hui. Malgré cela, les plus anciennes traces de peuplement humain datent de -8000 dans la région de Malmö en Scanie. Ces peuples de chasseurs et cueilleurs remontent vers le nord au fur et à mesure que la banquise se retire.
Selon les dernières découvertes archéologiques, il est toutefois probable que la Suède ait déjà été peuplée avant la dernière glaciation, vers 50 000 AP, par l'homme de Néandertal.

### Paléolithique supérieur (-8000 à -7000)
Lorsque les glaces se retirent, des rennes viennent paître au Danemark et dans le sud de la Suède. Des tribus chassant sur un territoire de plus de 100 000 km2 et vivant dans des tipis sur la toundra s'y établissent alors, donnant naissance à la culture de Bromme. Il y a alors peu de forêts, mais des bouleaux blancs arctiques et des sorbiers. La taïga apparaît progressivement.

### Mésolithique (-7000 à -5000)
Durant le septième millénaire avant notre ère, les rennes et leurs chasseurs migrent vers le nord de la Scandinavie et des forêts commencent à se former sur tout le territoire. Deux cultures spécifiques vivent alors en Suède: la Culture de Maglemose, établie dans le Sud de la Suède et au Danemark, ainsi que les cultures de Fosna et de Hensbacka, établies plus au nord et en Norvège. L'utilisation du feu, de bateaux et d'outils de pierre permet à ces habitants de survivre au nord de l'Europe.
Les chasseurs-cueilleurs du nord suivent les troupeaux de rennes et la course des saumons, migrant vers le sud durant l'hiver et retournant plus au nord durant l'été. Ces populations suivent ainsi des traditions similaires à celles pratiquées à travers tout le grand nord, que ce soit en Finlande, en Russie ou dans l'extrême-nord de l'Amérique.
Durant le sixième millénaire, le sud de la Suède est recouvert de forêts luxuriantes, au sein desquelles vivent des aurochs, des visons, des élans et des cerfs. Les tribus de la Culture de Kongemose vivent de ces animaux. Comme leurs prédécesseurs, ils chassent également des phoques et pratiquent la pêche.
Au nord de la Culture de Kongemose vivent deux autres cultures de chasseurs-cueilleurs, appelées cultures Nøstvet et Lihult, descendant des cultures de Fosna et de Hensbacka. Ces deux cultures existent encore à la fin du sixième millénaire, lorsque la culture de Kongemose est remplacée par celle d'Ertebølle.

### Néolithique (-5000 à -1800)

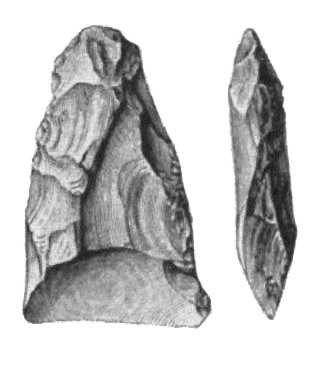
Tranchant de hache typique de la culture d'Ertebølle.

Durant le cinquième millénaire, la culture d'Ertebølle apprend la poterie de tribus établies plus au sud, tribus qui ont également commencé à cultiver leurs terres et à domestiquer des animaux. Autour de -4 000, la culture d'Ertebølle commence également à cultiver ses terres et fait désormais partie de la culture mégalithique des vases à entonnoir.
Durant le quatrième millénaire, ces tribus s'étendent progressivement vers le Nord, jusqu'à l'Uppland. Les cultures de Nøstvet et de Lihult apprennent des nouvelles technologies de ces fermiers, mais pas l'agriculture. Elles forment la culture de la céramique perforée dès la fin du quatrième millénaire. Ces tribus retiennent l'avancée des fermiers de la culture des vases à entonnoir et les repoussent même vers le sud-ouest de la Suède. Certains chercheurs pensent que les fermiers du Nord de la Suède ont simplement adopté le mode de vie de la culture de la céramique piquée.
La langue parlée par les anciens scandinaves n'est pas connue, mais beaucoup de chercheurs pensent qu'ils sont submergés à la fin du troisième millénaire par de nouvelles tribus proto-indo-européennes appartenant à la culture de la céramique cordée. Ces tribus avancent jusque dans l'Uppland et amènent probablement avec elles la langue qui sera l'ancêtre de celles que parlent les Scandinaves aujourd'hui. Il s'agit de sociétés patriarcales, basées sur l'élevage.
La culture des haches de combat, forme spécifique de la culture de la céramique cordée en Scandinavie, qui s'étend depuis la Scanie jusqu'à l'Uppland et le Trøndelag était basée sur les mêmes pratiques agricoles que la culture précédente des vases à entonnoir, mais l'apparition du métal changea le système social. Les groupes des haches de combat se sont probablement mélangés avec les agriculteurs du néolithique moyen (par exemple de la culture des vases à entonnoir) mais sans contribution substantielle des cueilleurs néolithiques de la culture de la céramique perforée.

## Protohistoire

### L'âge du bronze
Un peu plus tard, dès le début du IIe millénaire av. J.-C., les premiers échanges commerciaux avec l'Europe font leur apparition et principalement avec les îles Britanniques. L'utilisation du bronze fait son apparition : Âge du bronze danois.
Le territoire suédois semble avoir connu une forte densité de population pendant l'âge du bronze, les traces de communautés élargies et prospères ayant été mises en évidence. La fin de l'âge du bronze ancien (environ 1200 av. J.-C.) est marquée par l'intensification de l'agriculture. Ainsi, le sud de la Suède connaît une ouverture du paysage forestier et la création de vastes prairies.
D'un point de vue culturel, c'est une société fortement hiérarchisée sous forme de clans qui se développe. Il existe de nombreuses tribus chacune dirigée par un roi ou un chef. Bien que l'on n'ait que peu de traces des civilisations ayant existé en Suède à cette époque, la découverte de nombreux tumulus individuels (précurseurs de ceux de l'époque des Vikings) richement décorés de bronze et d'or montre qu'elles étaient très développées et qu'elles entretenaient de nombreux échanges avec le continent. Ces échanges allèrent en se multipliant avec les ans.
Au VIe siècle av. J.-C. des échanges existent avec la civilisation celte de la Tène. Un siècle plus tard, c'est avec la République romaine. De nombreuses pièces de monnaie et autres articles de ces régions ont été retrouvés par des archéologues sur le territoire suédois. C'est également à partir de cette époque que l'on retrouve les premiers textes parlant de la Suède principalement avec les écrits de Tacite, Procope de Césarée et Jordanès.

### L'âge de fer: la période de Vendel

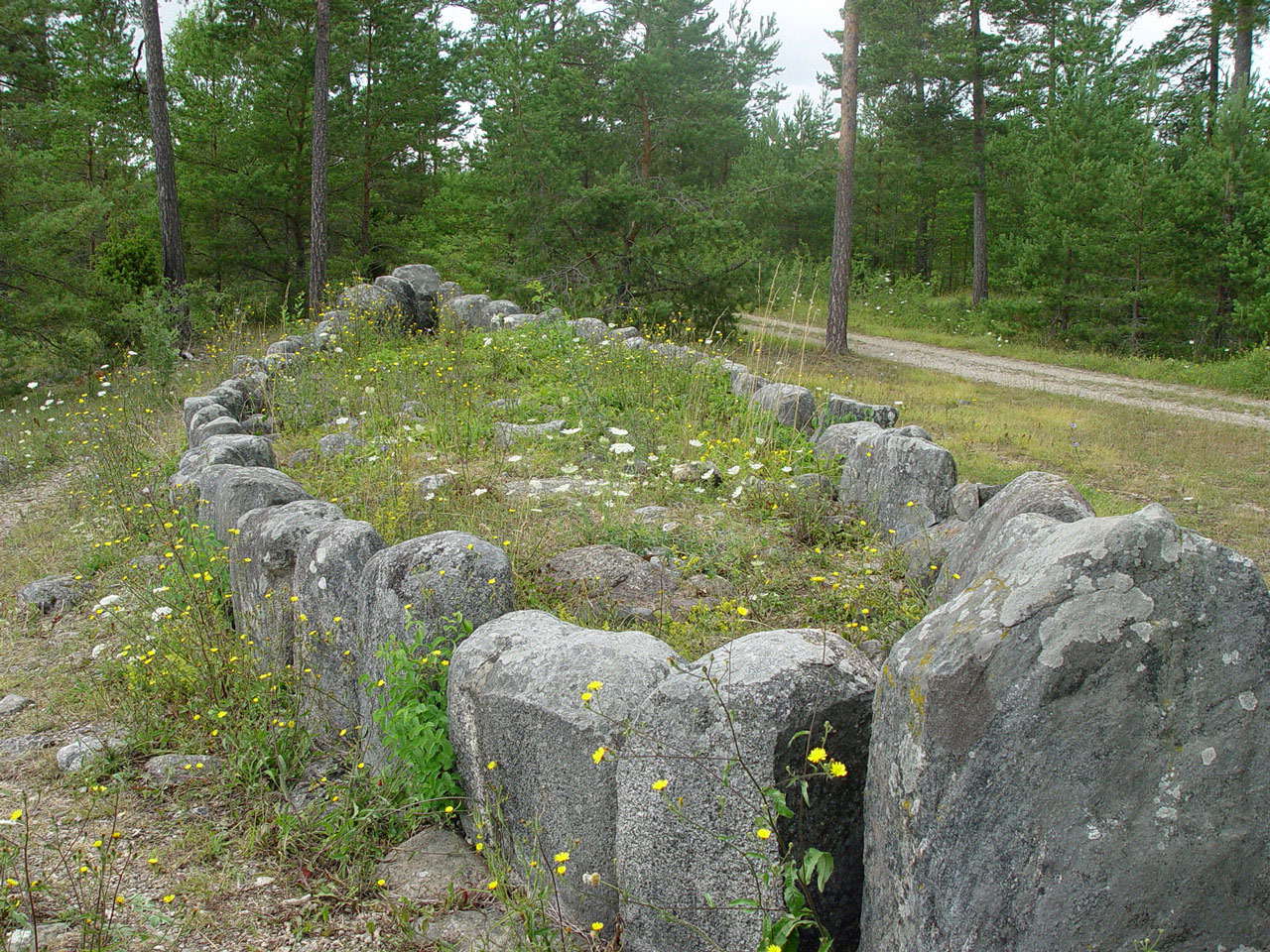
Tombe à Gotland.

En histoire suédoise, la période de Vendel (550-793) est le nom donné à l'âge du fer germanique, appelé plus généralement Âge des migrations.
D'importantes découvertes archéologiques datant de cette période ont été faites en Suède, notamment les nombreuses sépultures sous forme de bateaux près de Vendel (Tierp (commune), comté d'Uppsala) dans l'Uppland, ainsi que dans l'île de Gotland. Dans ces sépultures, on a retrouvé de nombreux casques, glaives et boucliers de fabrication locale ou étrangère.
À cette époque, la société continue de se structurer sous la forme de clans. Les découvertes archéologiques tendent à montrer que l'Uppland est une zone importante et puissante. Une partie des richesses provient probablement du contrôle des mines de fer. Les dirigeants disposent de guerriers armés à cheval, équipés de coûteuses armures. La connaissance de ce fait découle d'une part des découvertes archéologiques et, d'autre part, des textes de Jordanès.
L'archéologie révèle d'autres sites suédois importants en Scanie, Götaland, Svealand, Norrland Central ainsi que les îles Öland et Gotland. Les échanges commerciaux permettent de renforcer le développement de l'agriculture qui voit, au IIIe siècle, une importante extension de ses surfaces cultivées, gagnant du terrain sur les espaces boisés. Ce développement s'observe en particulier dans la région de Gamla Uppsala en Suède.
Des contacts commerciaux existent avec l'Europe centrale, sous la forme d'exportations de fourrure, de fer et d'esclaves, en échange, notamment, d'œuvres d'art. C'est également à cette époque que les Suédois commencent à explorer les voies maritimes qui vont mener les Vikings jusqu'en Russie.

## L'ère viking (vers 800-1050)

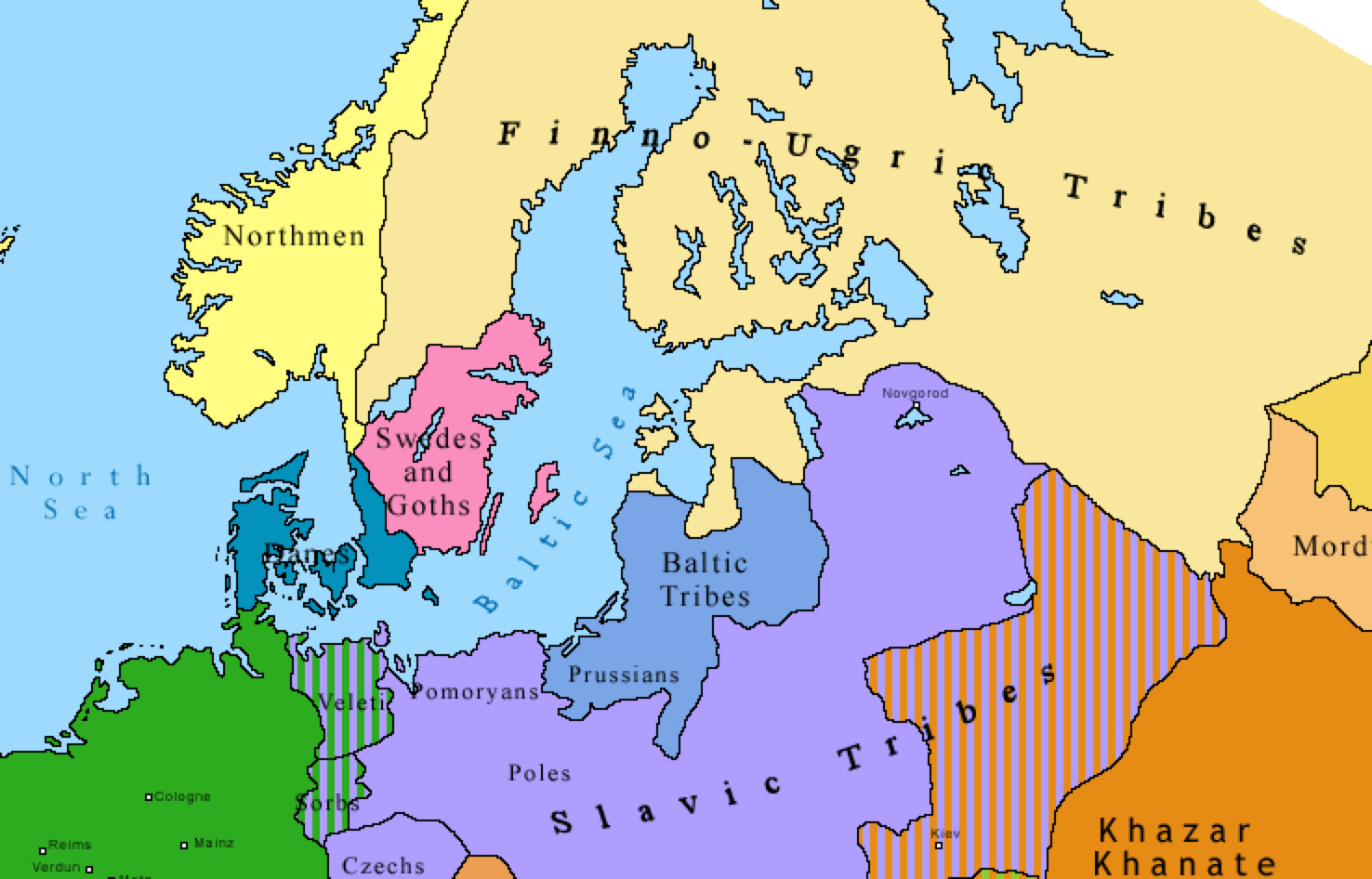
Europe du Nord, vers 814.

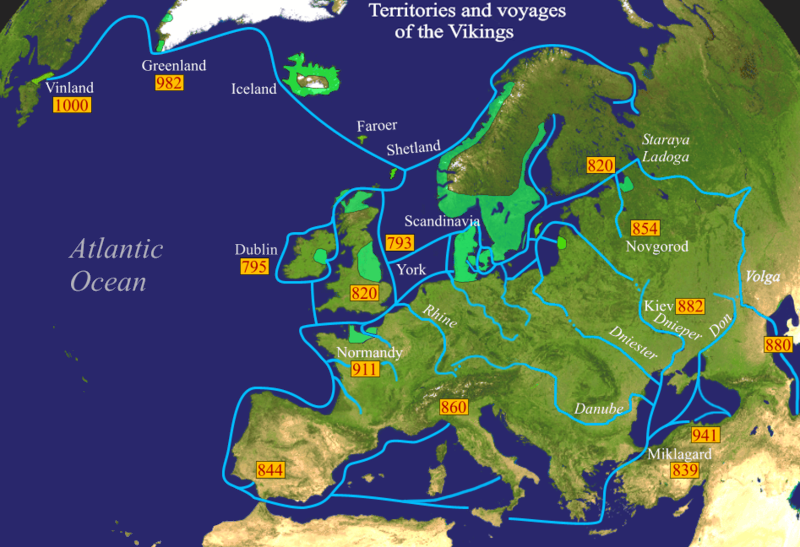
Voyages vikings.

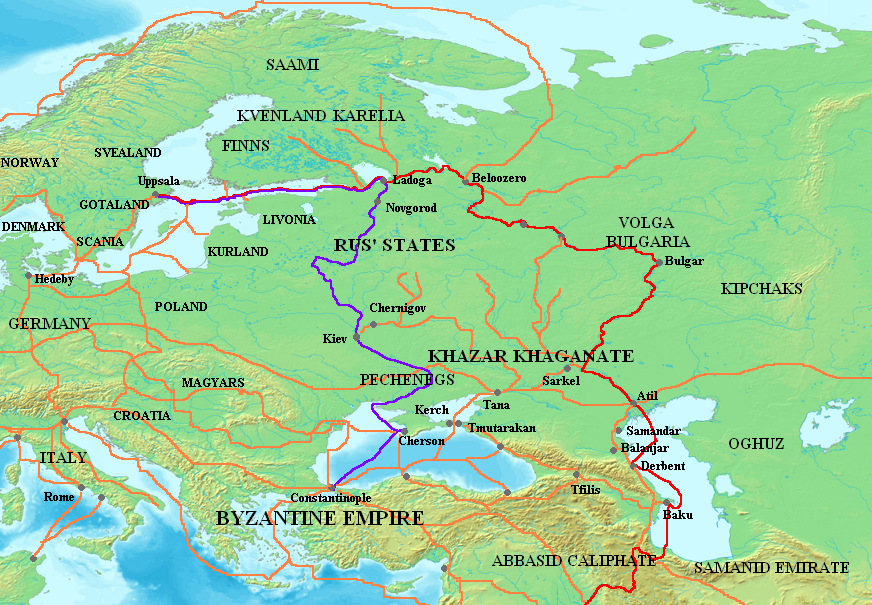
Carte des principales routes commerciales empruntées par les Varègues.

### Les expéditions vikings
À l'orée de l'époque des Vikings, les peuples de Suède ont d'ores et déjà tissé de nombreux liens avec les peuples d'Europe, notamment ceux vivant de l'autre côté de la Baltique, Finnois et Baltes, via les îles de Gotland, Öland et Åland. Les causes du phénomène viking restent débattues : selon Régis Boyer, au-delà de la supériorité technique des navires scandinaves et de la faible opposition rencontrée, il s'agit avant tout d'un désir de s'enrichir par le commerce.
Du côté suédois, les expéditions se sont surtout portées sur l'Est du continent européen (austrvegr, la « route de l'Est »). Les Vikings originaires de Suède, communément appelés Varègues, empruntent plusieurs routes commerciales partant de l'île de Gotland, du lac Mälar ou de l'Uppland et traversant les actuelles Russie et Ukraine le long des grands fleuves : la Volga jusqu'à la mer Caspienne et Bagdad, ou le Dniepr jusqu'à la mer Noire et Constantinople, (Miklagarðr en norrois, grande ville). La ville marchande de Birka, située sur un îlot dans le Mälar, est l'un des hauts lieux de la civilisation viking suédoise à son apogée, entre 800 et 950. On y a retrouvé des objets provenant de toute l'Europe, de Perse et jusqu'à des soieries chinoises.
Au IXe siècle, les Varègues sont à l'origine de la fondation d'États slaves, les garðaríki : Riourik à Novgorod (Holmgarðr) vers 860, puis son successeur Oleg à Kiev vers 880. Leur commerce permet également à d'autres villes de connaître la prospérité, comme Belozersk, Polotsk, Smolensk ou Tchernihiv. Les Slaves donnent aux Scandinaves le nom de Rus', « les Roux ». Ce terme en vient à désigner par la suite le pays qu'ils gouvernent, la Rus' de Kiev, et a donné le nom de Russie.
Peu nombreux, les Varègues sont assimilés en quelques générations à peine : le petit-fils d'Oleg, Sviatoslav, porte un nom purement slave et se convertit au christianisme vers 955. L'influence scandinave en Russie prend fin vers le milieu du XIe siècle, après le règne de Iaroslav le Sage (Jarizleifr).

### La christianisation
Le peuple de Suède possède une religion polythéiste aux très nombreux dieux et mythes : mythologie nordique.
Les plus connus en sont Odin (Óðinn), Thor (Þórr) ou Frey (Freyr).
La vie spirituelle repose principalement sur le culte des ancêtres, dont témoignent les nombreux tumulus que l'on retrouve sur tout le territoire suédois.
Les prémices de la christianisation de la Suède remontent au IXe siècle, lorsque le roi Björn at Hauge invite le missionnaire franc Anschaire (Ansgar) à Birka en 829.
Il y retourne par la suite sous le règne d'Olof, en 850-852. Néanmoins, le christianisme ne s'implante réellement en Suède que vers la fin du XIe siècle, sur les bords du lac Mälar et dans la région d'Uppsala.
Les premières églises sont construites au début du XIIe siècle, notamment à Sigtuna ou Linköping, et le premier archevêque suédois est intronisé en 1164 à Uppsala.
Cependant, la Suède est au Xe siècle fortement éclatée politiquement ce qui ralentit le processus de christianisation. L'arrivée au pouvoir d'une dynastie chrétienne permet de renforcer les processus de christianisation, cependant ceux-ci se confrontent à d'importantes oppositions jusqu'au XIIIe siècle.

## Les débuts du royaume suédois (vers 1050-1389)

### Vers l'unification

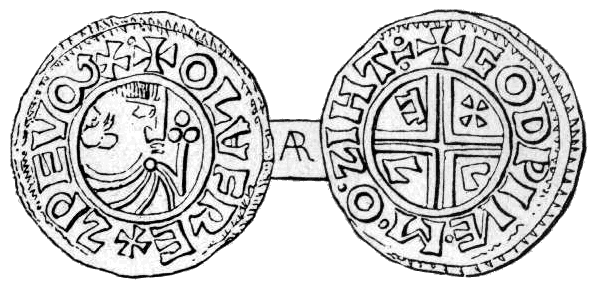
Pièce de monnaie frappée par Olof Skötkonung.

L'origine traditionnelle de l'unification de la Suède remonterait au VIe siècle, si l'on en croit le poème Beowulf. De plus récentes recherches ont montré que c'est dans la région du Götaland que la Suède unifiée aurait vu le jour.
Les premières tentatives pour élargir l'autorité sur les régions de la Suède proviennent de la dynastie de Munsö à laquelle Éric VI appartient. Dès la fin du Xe siècle, cette dynastie s'impose sur les nombreux sites qui entourent le lac Mälar. La consolidation territoriale se fait d'abord sous l'influence danoise sans réelle influence du christianisme. De nouveaux sites commerciaux émergent ainsi qu'un atelier monétaire à Sigtuna. Le pouvoir se renforce progressivement, notamment sous Olof Skötkonung. Sous Anund Jacob, c'est l'implantation du christianisme qui renforce l'ancrage politique du royaume émergent.
Cependant, la construction et l'unification du pays est très mal connue car les textes manquent. L'essentiel des sources repose sur les pierres runiques. Ainsi, le règne d'Éric VI et Olof reste méconnu, cependant celui d'Anund Jacob révèle d'importants efforts en matière de liens diplomatiques afin de réduire l'influence de Knut le Grand. Cependant, la coalition échoue lors de la bataille de l'Helgeå si bien que Knut est présenté comme « roi d'une partie des Suédois ». Des pièces sont effectivement frappées à son nom dans le Svealand.
Comme dans le reste de la Scandinavie, la christianisation des territoires s'accompagne d'enjeux de renforcement de l'autorité royale. Cependant, la Suède fait ici exception et l'opposition y est plus importante et mène à de l'instabilité politique. Durant la seconde moitié du XIe siècle, plusieurs pierres runiques gravées de croix et d'invocations pieuses témoignent toutefois que la christianisation se poursuit. L'important lieu de culte païen de Gamla Uppsala reste actif jusqu'en 1080, avant d'être détruit. Toutefois, la dynastie de Munsö ne survit pas longtemps après la mort d'Emund en 1060, provoquant l'émergence de nouveaux prétendants lors des successions ultérieures. Jusqu'au milieu du XIIIe siècle, le siège de l'autorité reste régionale, entre les mains d'un sénéchal (jarl).
La forte implantation du christianisme dès le XIIe siècle dans cette région, au Västergötland et en Östergötland a été un très important vecteur de création d'un royaume uni remplaçant l'ensemble de clans et tribus ennemies qui règnent alors sur le pays. La région du lac Mälar où se trouvait l'île de Birka a été christianisée bien plus tard.
Dans la première moitié du XIIe siècle commence une réelle unification de la Suède lors du règne de Sverker l'Ancien. Karl Sverkersson, son fils, est le premier à se voir attribuer le titre de « roi des Svear et des Götar » dans une bulle papale qui crée l'archevêché d'Uppsala. Il faut cependant attendre son successeur, Knut Ier, pour observer une autorité royale effective sur l'ensemble du pays. Le trône alterne pendant une centaine d'années entre ses descendants et ceux de Erik Jedvardsson jusqu'en 1250.

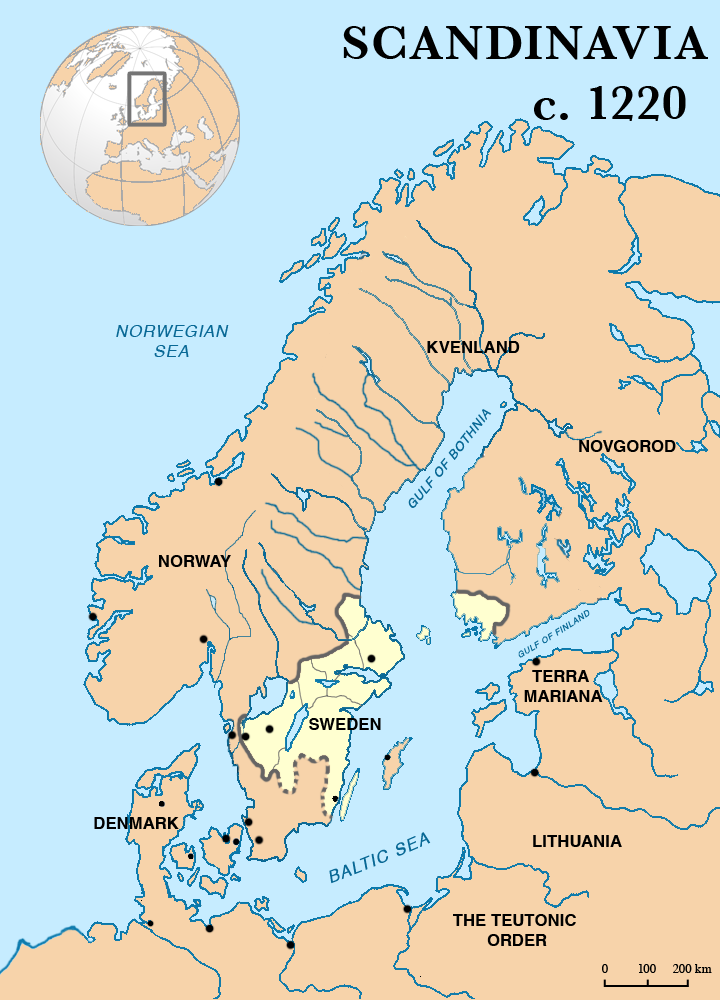
Suède de 1220

Cette unification se double d'ambitions expansionnistes, consistant d'abord à s'emparer de la Finlande, puis ultérieurement (à partir du début du XIIIème siècle) à prendre le contrôle des voies navigables entre la Mer Baltique et le Lac de Ladoga.
Cependant, les ambitions suédoises visant les terres russes connaissent un arrêt brutal à la suite de la défaite suédoise lors de la bataille de la Neva. Néanmoins, des conflits incessants ont lieu entre la Suède et la République de Novgorod, qui se doublent d'un différend religieux. En effet, à la suite du grand schisme d'Orient, la Suède catholique souhaite convertir les populations orthodoxes sous domination novgorodienne au Catholicisme romain.
Avec l'élection de Valdemar Birgersson en 1250, l'unification du royaume se confirme autour d'une dynastie qui maintient une plus forte stabilité et une centralisation de son pouvoir.

### La Suède sous les Folkungar

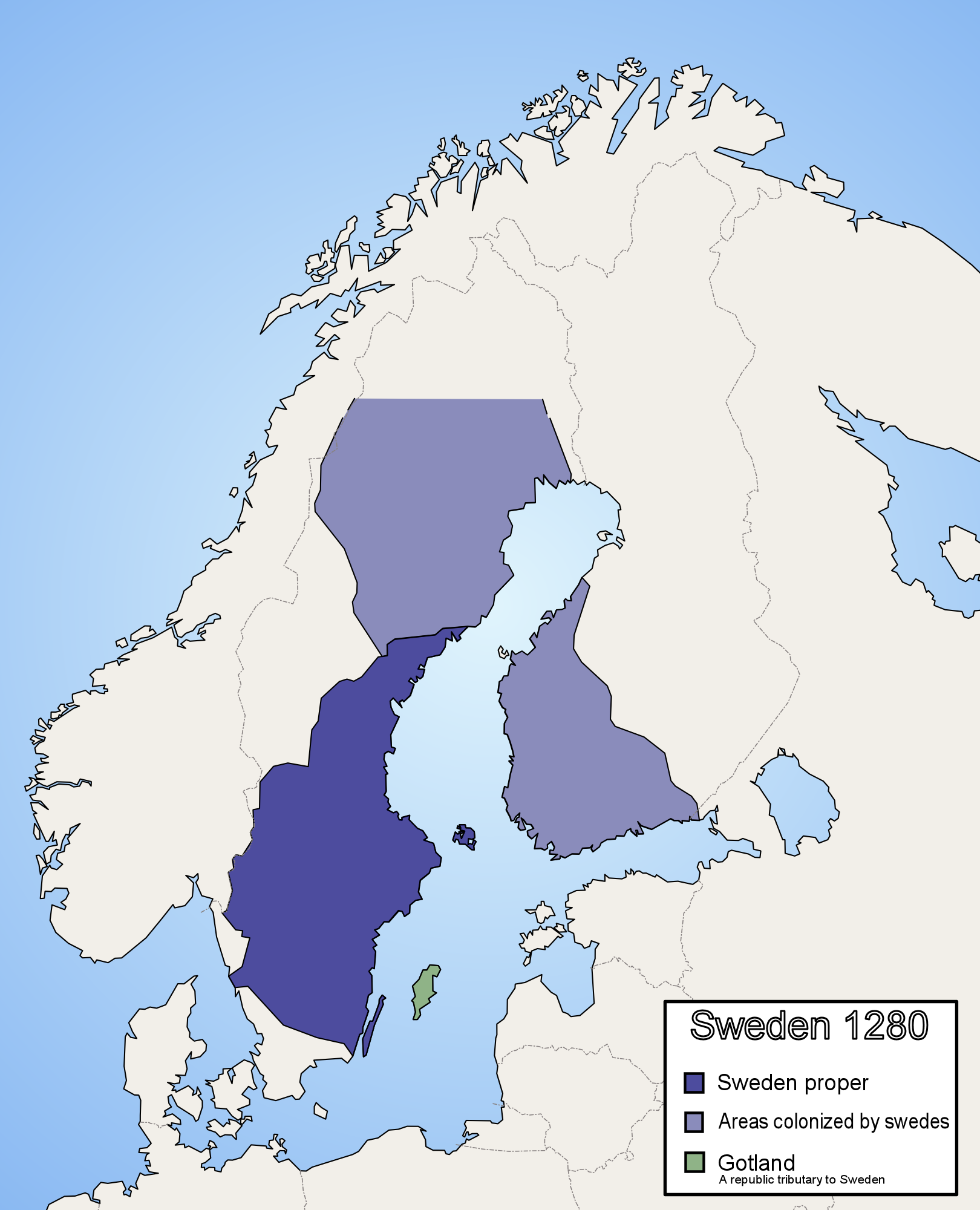
Suède, 1280.

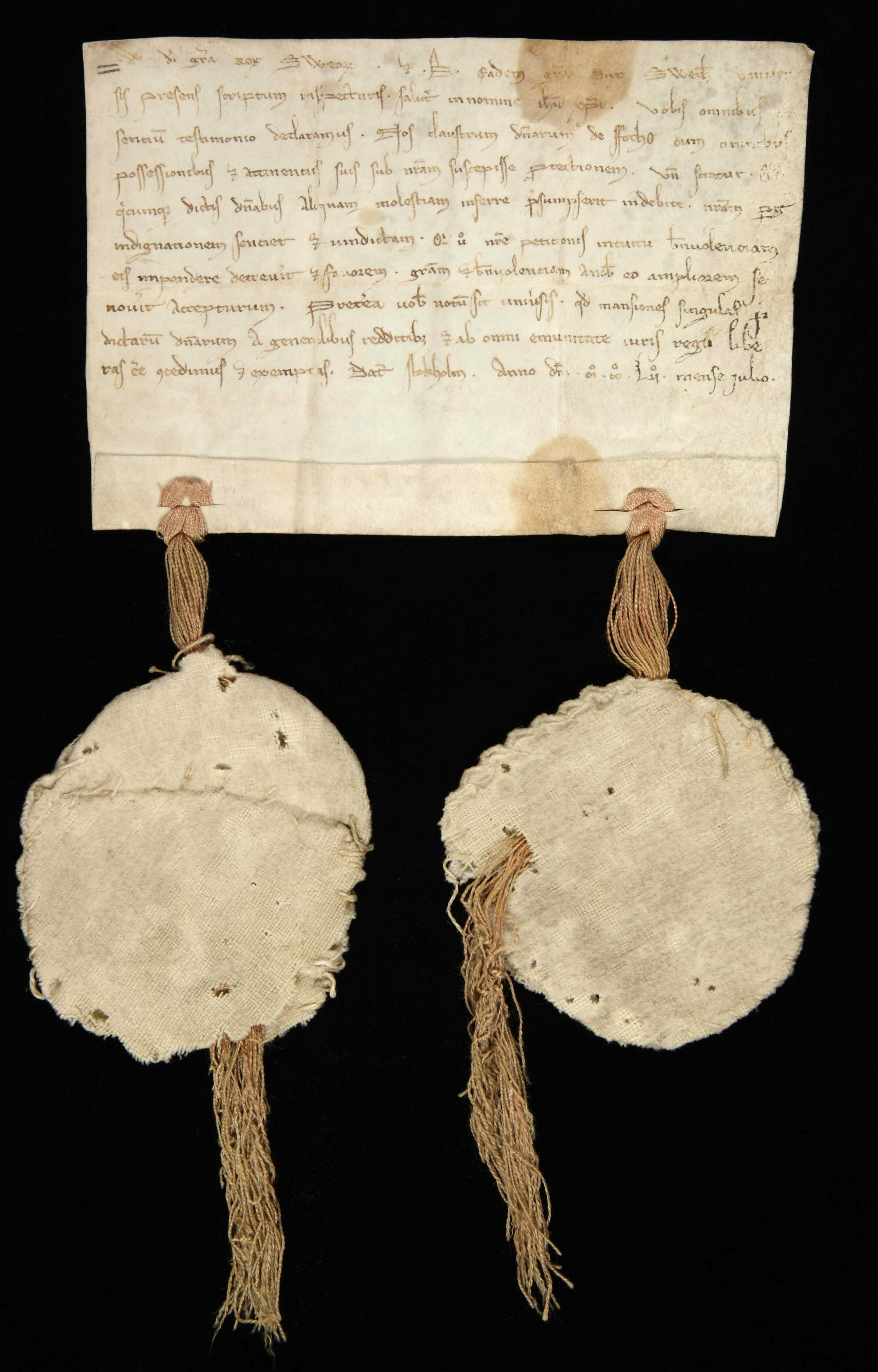
Lettre garantissant la protection des monastères Fogdö, émise par Birger Jarl à Stockholm en juillet 1252.

Dès le début du XIIIe siècle, l'influence des jarl croît. En 1252, le jarl Birger Magnusson  (Birger Jarl) qui gouverne la Suède depuis 1248 fonde la ville de Stockholm dans le but de protéger le lac Mälar. L'influence de Stockholm augmente à une vitesse telle, qu'en à peine plus d'une génération, elle devient la ville la plus importante de Suède grâce à l'afflux de marchands principalement en provenance d'Allemagne. Les premières expéditions de christianisation de la Finlande partirent de Stockholm.
Le fils de Birger Jarl, Waldemar est élu roi en 1250. C'est le premier des représentants de la maison de Folkungar. Malgré cela, c'est Birger Jarl qui continue d'exercer de fait le pouvoir sur le royaume jusqu'à sa mort en 1266. En 1275 Waldemar est déposé et remplacé par son frère, Magnus Ladulås. À cette époque, en 1280, la Suède est découpée en fiefs (län) et la noblesse, désormais exemptée d'impôts est établie de manière séculière.
Magnus meurt en 1290. Le pouvoir revient au connétable Torgils Knutsson car son fils le jeune Birger Magnusson est encore mineur. La régence, pendant laquelle de vastes territoires en Finlande sont conquis, durera jusqu'en 1303. En 1318, Birger fait assassiner ses deux frères qui cherchaient à le renverser, le jugeant trop éloigné de l'Église. Une révolte éclate et Birger fut déposé un an plus tard, son fils Magnus étant exclu du trône. Le jeune fils de son frère défunt Erik, âgé de trois ans, Magnus IV Eriksson est élu roi. Celui-ci règne sur la Norvège (il est le direct héritier de son grand-père maternel Håkon Magnusson qui meurt en 1319) jusqu'en 1343 et sur la Suède jusqu'en 1363. Il règne sur la Suède sous le nom de Magnus IV et sur la Norvège sous le nom de Magnus VII.
En 1350, sous le règne de Magnus, est promulgué le Code général, sorte de première constitution suédoise. Dans celui-ci, est stipulé notamment que le roi ne pouvait décréter de nouveaux impôts sans l'accord du Conseil du royaume, que le roi s'engage à régner en vertu de la loi ou que ce dernier est élu.
C'est encore sous le règne de Magnus que la Suède commence à fortement s'ouvrir sur le reste de l'Europe. Des voies de communication vers le sud sont créées ainsi que d'importants échanges économiques, principalement avec la Ligue hanséatique et la ville de Lübeck. D'un point de vue culturel, la poésie courtoise et la chevalerie font leur apparition à la cour.
Magnus IV étant accusé d'aller à l'encontre du Code général par le Conseil du royaume depuis plusieurs années, son fils Éric XII de Suède fut placé sur le trône par le Conseil en 1356. Celui-ci meurt en 1359 de la peste qui sévit dans le royaume. Pendant ce temps, le royaume du Danemark, emmené par Valdemar Atterdag conquiert plusieurs régions de la Suède et notamment les provinces de Scanie, Halland et Blekinge en 1360 et l'île de Gotland et son important port de Visby en 1361. En 1364, Magnus est contraint à l'exil. Albert de Mecklembourg est élu roi de Suède la même année.
La noblesse, toujours en opposition avec le roi, fit appel à la fille de Valdemar de Danemark, Marguerite, veuve de Håkan Magnusson, second fils de Magnus IV Eriksson pour l'élire en tant que reine de Suède avec son fils Olof en 1387. Mais la mort d'Olof (1387) retarda sa désignation à l'année suivante.

## La Suède sous l'union de Kalmar (1389-1523)

### La noblesse contre la couronne (1389-1440)

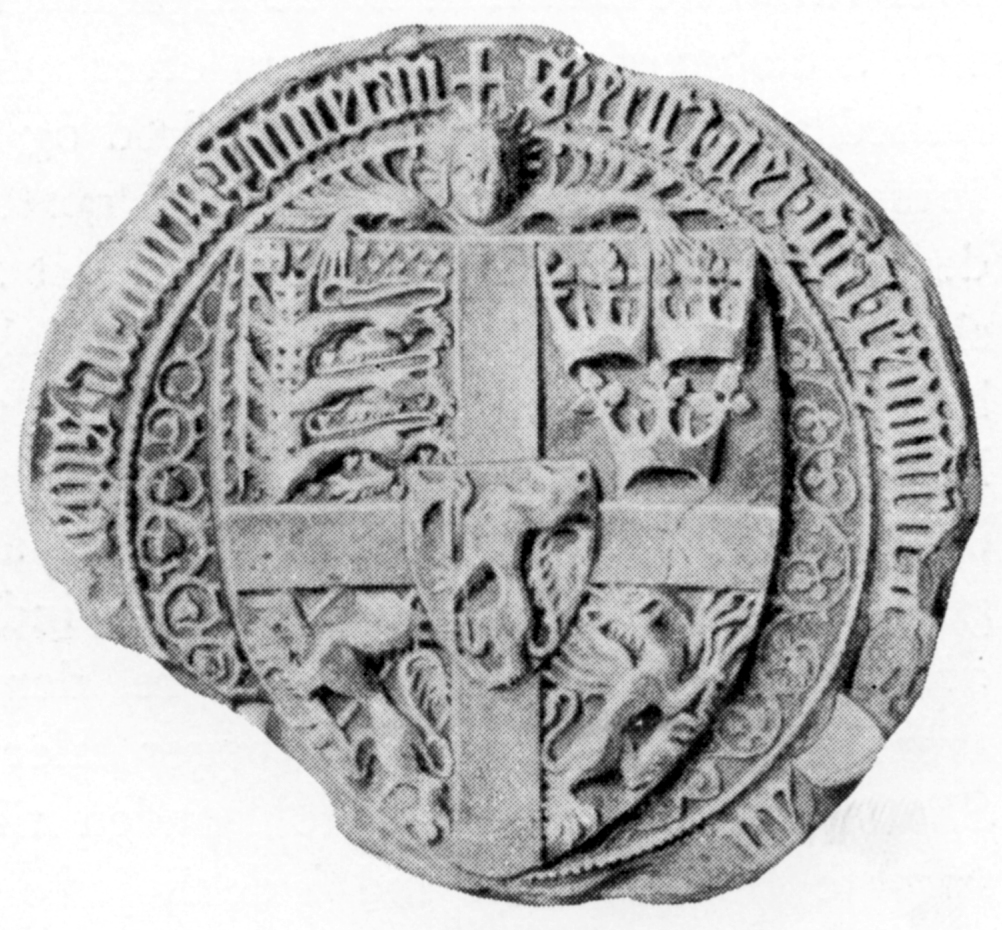
Le sceau d'Éric de Poméranie.

L'union des royaumes de Suède, Danemark et Norvège est entérinée en 1397 dans la ville de Kalmar. Le neveu de Marguerite, Éric de Poméranie est reconnu roi des trois royaumes. C'est le début de l'union de Kalmar. Durant cette période, les trois royaumes sont censés conserver leur autonomie, leurs lois et leur propre administration. Toutefois, Marguerite, régente jusqu'à sa mort en 1412 parviendra à concentrer le pouvoir entre ses mains et celles de son neveu. La noblesse suédoise ne voit pas d'un bon œil cette politique.
Un des objectifs de Marguerite, puis d'Éric, est de mettre fin à l'influence économique de la Hanse dans les royaumes scandinaves. Cette dernière réagit en imposant un blocus qui est durement ressenti en Suède. Plusieurs révoltes contre la couronne s'ensuivent, notamment dans les régions minières du Västmanland et de Dalécarlie. En 1434 éclate la révolte d'Engelbrekt. Son chef, Engelbrekt Engelbrektsson, obtient le soutien des paysans, puis des bourgeois, du clergé et enfin de la noblesse. Des représentants des quatre ordres se réunissent l'année suivante à Arboga, formant ce qui est parfois considéré comme le premier Riksdag de l'histoire de la Suède.
Engelbrekt est assassiné en 1436, mais la lutte continue sous l'autorité de Karl Knutsson Bonde, qui est élu régent en 1438. Au même moment, Éric perd son trône au profit de son neveu Christophe de Bavière. Celui-ci est élu roi du Danemark en 1440, et reconnaît l'année suivante l'autonomie suédoise, accordant à la noblesse locale de nombreux droits.

### Vicissitudes et dissolution de l'Union (1440-1523)

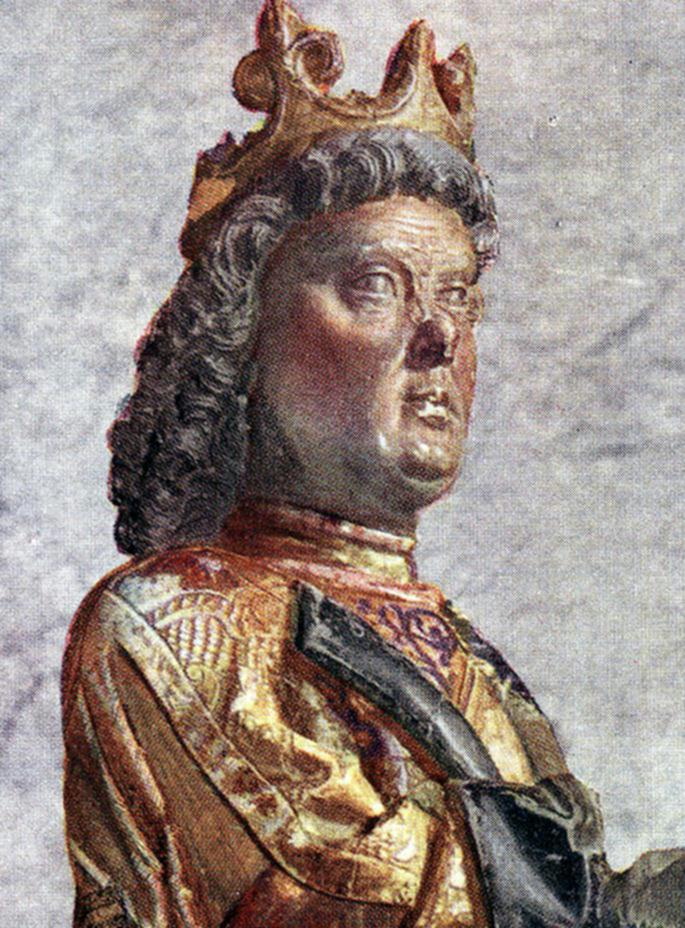
Karl Knutsson.

La noblesse à nouveau maîtresse de la Suède reprend ses anciennes luttes fratricides pour le pouvoir. Les fiefs, non héréditaires, sont disputés entre les différents représentants de la noblesse. À la mort de Christophe de Bavière, le Conseil suédois élit roi Karl Knutsson, tandis que les Conseils du Danemark et de Norvège optent pour Christian Ier. Il chasse Karl Knutsson, mais ne parvient pas à s'imposer durablement en Suède, et Karl reprend le pouvoir de 1464 à 1465, puis de 1467 à sa mort en 1470.
Après avoir affronté et battu les armées de Christian Ier à Brunkeberg (sv) en 1471, Sten Sture est élu vice-roi de Suède par le Conseil, en dépit de l'opposition d'une partie de la noblesse et du clergé, attachée à l'Union et à ses privilèges. Sten Sture est chassé du pouvoir en 1497 par Jean Ier, mais il le récupère en 1501 jusqu'à sa mort en 1503. Plusieurs régents exercent le pouvoir entre 1503 et 1517, soutenus par certaines factions de la noblesse. Le pouvoir en Suède reste erratique durant cette période. Entre 1517 et 1518, Christian II de Danemark tente de reprendre le pouvoir en Suède en attaquant Stockholm. Il y parvient en 1520 avec l'aide d'une partie de la noblesse favorable à l'Union. Il fait tuer le régent Sten Sture le Jeune, ainsi que ses opposants parmi la noblesse suédoise. Cet épisode est connu sous le nom de Bain de sang de Stockholm.
L'un des nobles opposés à Christian II, Gustave Vasa, échappe au Bain de sang de Stockholm et se réfugie en Dalécarlie où il tente de soulever la population, fortement opprimée par les représentants de la couronne danoise et subissant les contre-coups de l'arrêt du commerce hanséatique. Fort de plusieurs succès et profitant d'une autre révolte dans le Småland, la noblesse rallie rapidement la cause de Gustave et le nomme régent de Suède en 1521. Avec le soutien de la ville de Lübeck, à qui il promet le contrôle du commerce extérieur du royaume, Gustave réussit à chasser les Danois de Stockholm en 1523, tandis que Christian II est chassé de son trône danois. Le 6 juin, Gustave Vasa est élu roi de Suède, mettant un terme à l'union de Kalmar. Cet événement est considéré comme la naissance de la Suède moderne, et la fête nationale suédoise le célèbre chaque année le 6 juin.

## Gustave Vasa et ses fils (1523-1611)

### La restauration de l'indépendance économique suédoise
Afin de remettre sur pieds l'économie suédoise durement affectée par l'emprise de Lübeck sur celle-ci, Gustave Ier décide la confiscation, en 1527, d'une partie des biens de l'Église, ceux acquis depuis 1454, qui représentent alors plus de 20 % du foncier rural. Ce décret est connu sous le nom de Recès de Västerås (sv).
Ce coup dur pour l'Église fut amplifié par l'arrivée des thèses de Martin Luther sur le territoire suédois et la traduction du Nouveau Testament en suédois par Olaus Petri en 1526. Une Église d'État adoptant les thèses de Luther fut ainsi instaurée en 1540 après une première rupture avec Rome en 1531. Les révoltes que cela put entraîner furent vite écrasées et Gustave Ier décide du même coup de centraliser encore plus les pouvoirs de l'État.
Dans le même temps, et toujours pour tenter d'améliorer la situation financière du royaume, Gustave scelle la paix avec le Danemark en 1534, alors en guerre avec Lübeck. La Suède se joint à la guerre et retrouve ainsi son indépendance économique en 1536.
Les institutions relatives aux finances et aux affaires extérieures sont réformées et renforcées contribuant à l'érection d'un royaume centralisé et puissant. En 1544, Gustave contraint le Riksdag à supprimer le système de désignation électoral du roi pour le remplacer par un système héréditaire au profit de la dynastie Vasa.
Dans le même temps, tout au long du règne de Gustave, l'économie encore fortement axée sur l'agriculture et l'élevage connaît une croissance constante et importante qui contraste nettement avec l'économie souffreteuse du Moyen Âge. La population du royaume augmente et de nouvelles régions plus au nord sont progressivement colonisées. Les fermes du sud, où la densité de population s'intensifie, se regroupent en villages, voire en villes.
À sa mort en 1560, Gustave laisse un royaume fort et aux finances enfin assainies.

### Les fils de Gustave

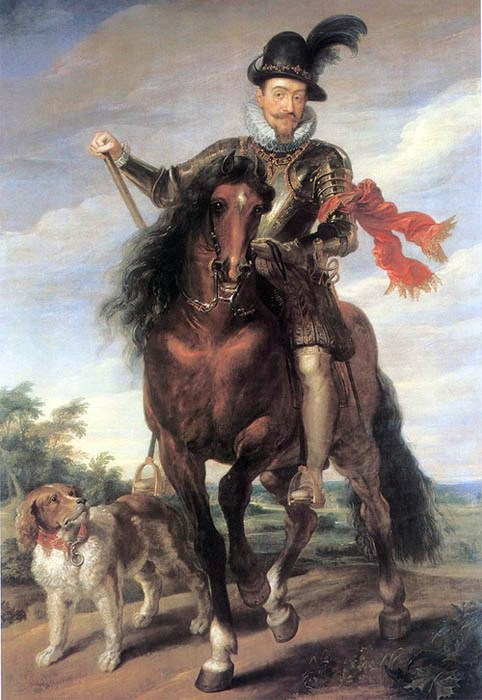
Sigismond, roi de Pologne (1587-1632) et de Suède (1592-1599).

Le fils aîné de Gustave devient roi sous le nom d'Éric XIV, tandis que ses demi-frères cadets Jean et Charles sont titrés duc de Finlande et de Södermanland respectivement. Éric cherche à renforcer l'autorité royale au détriment de la noblesse à étendre l'influence suédoise en Estonie, mais dans les deux cas, il se retrouve confronté aux ambitions de Jean, qu'il fait emprisonner en 1563. La même année éclate la guerre nordique de Sept Ans contre le Danemark et la Pologne, qui se conclut en 1570 par un retour au statu quo. Entre-temps, Éric sombre dans la folie et devient de plus en plus violent : il ordonne le massacre de plusieurs nobles en 1567. Ses demi-frères se révoltent contre lui l'année suivante et le déposent ; il meurt en prison en 1577.
Le nouveau roi, Jean III, accorde de nombreux privilèges à la noblesse. Dans le domaine religieux, il tente de parvenir à un compromis entre catholiques et luthériens, sans succès. Son fils Sigismond, élu roi de Pologne en 1587, lui succède à sa mort en 1592. La noblesse accepte difficilement ce nouveau souverain catholique. Dès 1593, la noblesse réunie en synode à Uppsala adopte définitivement le luthéranisme et contraint le roi à le reconnaître comme religion d'État. Durant un séjour de Sigismond en Pologne, en 1595, le duc Charles se fait reconnaître comme régent par le Riksdag. La situation s'envenime, et une brève guerre civile éclate en 1598. Vaincu, Sigismond retourne en Pologne et Charles, reconnu roi par les États dès 1600, prend le nom de Charles IX en 1604.
Charles IX rétablit l'autorité royale. Sous son règne, la Suède devient une monarchie protestante et militaire : une armée régulière est instituée en 1604, chaque province du royaume devant maintenir et fournir un nombre fixé d'unités d'infanterie et de cavalerie pour le service de l'État. Souhaitant poursuivre l'agrandissement du royaume hors de Scandinavie, Charles se heurte alors à la Pologne. Après l'Estonie qui avait été recouvrée en 1600, il cherche à récupérer la Livonie. Entre 1601 et 1609, les efforts tant suédois que polonais pour s'établir en Livonie sont toutefois contrecarrés par le talent militaire du général lituanien Jan Karol Chodkiewicz.
En 1608, le conflit est transféré sur le territoire russe, lorsque Charles IX s'allie avec le tsar de Russie Vassili IV contre leur ennemi commun, le roi de Pologne. La politique suédoise change du tout au tout en 1611, lorsque le tsar est déposé par ses propres sujets. La Russie semble alors sur le point de s'effondrer, et les Suédois souhaitent mettre la main sur les richesses russes avant les Polonais. C'est le début de la guerre d'Ingrie. La même année éclate la guerre de Kalmar avec le Danemark.

## LeXVIIesiècle, l'ère de grandeur

Expansion et déclin territorial de la Suède de 1580 à 1815.

### Les guerres de Gustave-Adolphe (1611-1632)

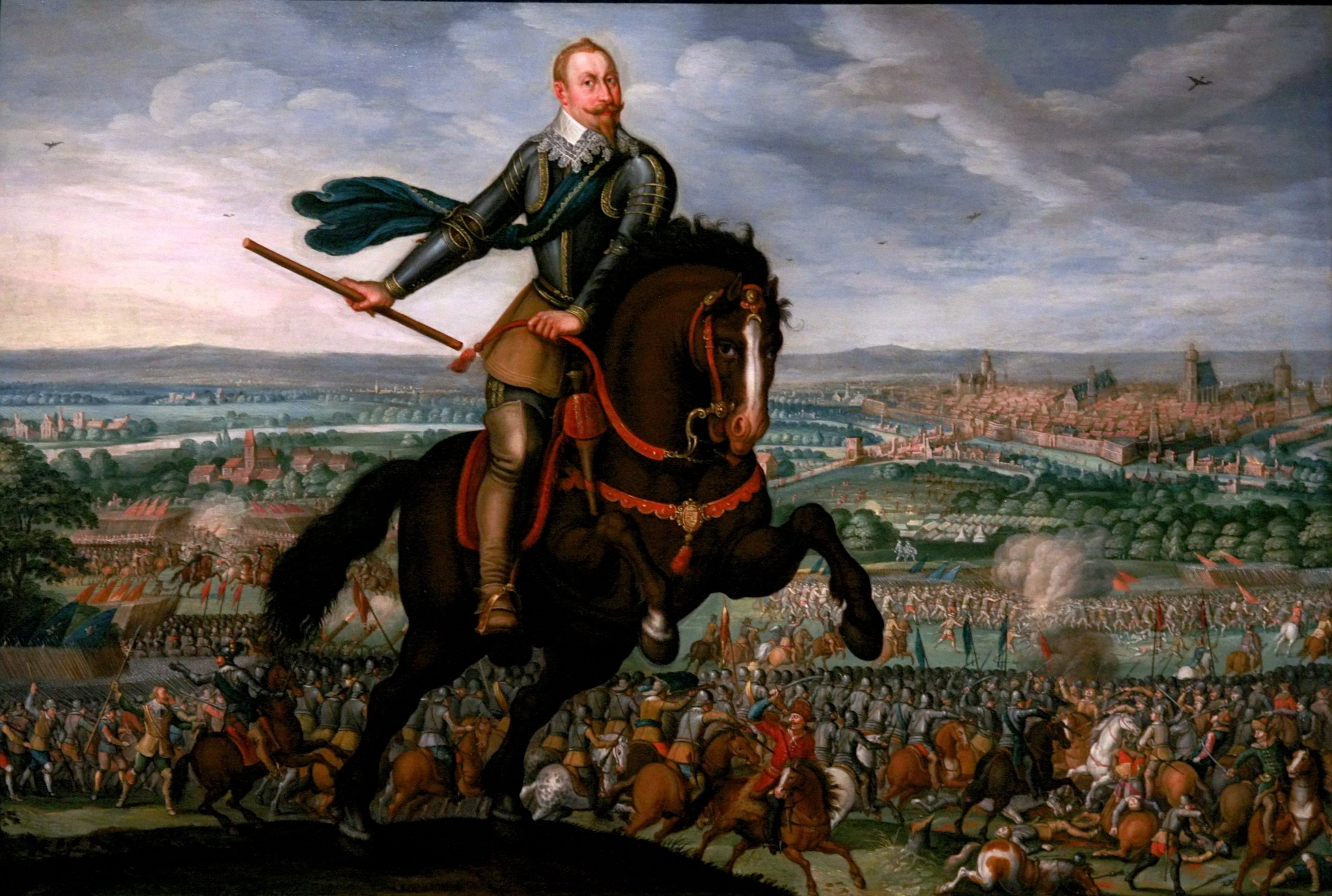
Gustave-Adolphe à Breitenfeld.

Gustave-Adolphe, 1624.

À la mort de Charles IX, son fils aîné Gustave-Adolphe, âgé de dix-sept ans, monte sur le trône et nomme peu après Axel Oxenstierna chancelier. La paix avec le Danemark est conclue en 1613 à Knäred : les provinces danoises occupées sont évacuées et la « politique arctique » de Charles IX abandonnée. Du côté russe, l'élection du tsar Michel Romanov en 1613 barre la voie du trône à Charles-Philippe, mais les positions suédoises sont suffisamment avantageuses pour que le traité de Stolbovo (1617) reconnaisse la cession de l'Ingrie et du Kexholm, privant la Russie de son accès à la Baltique.

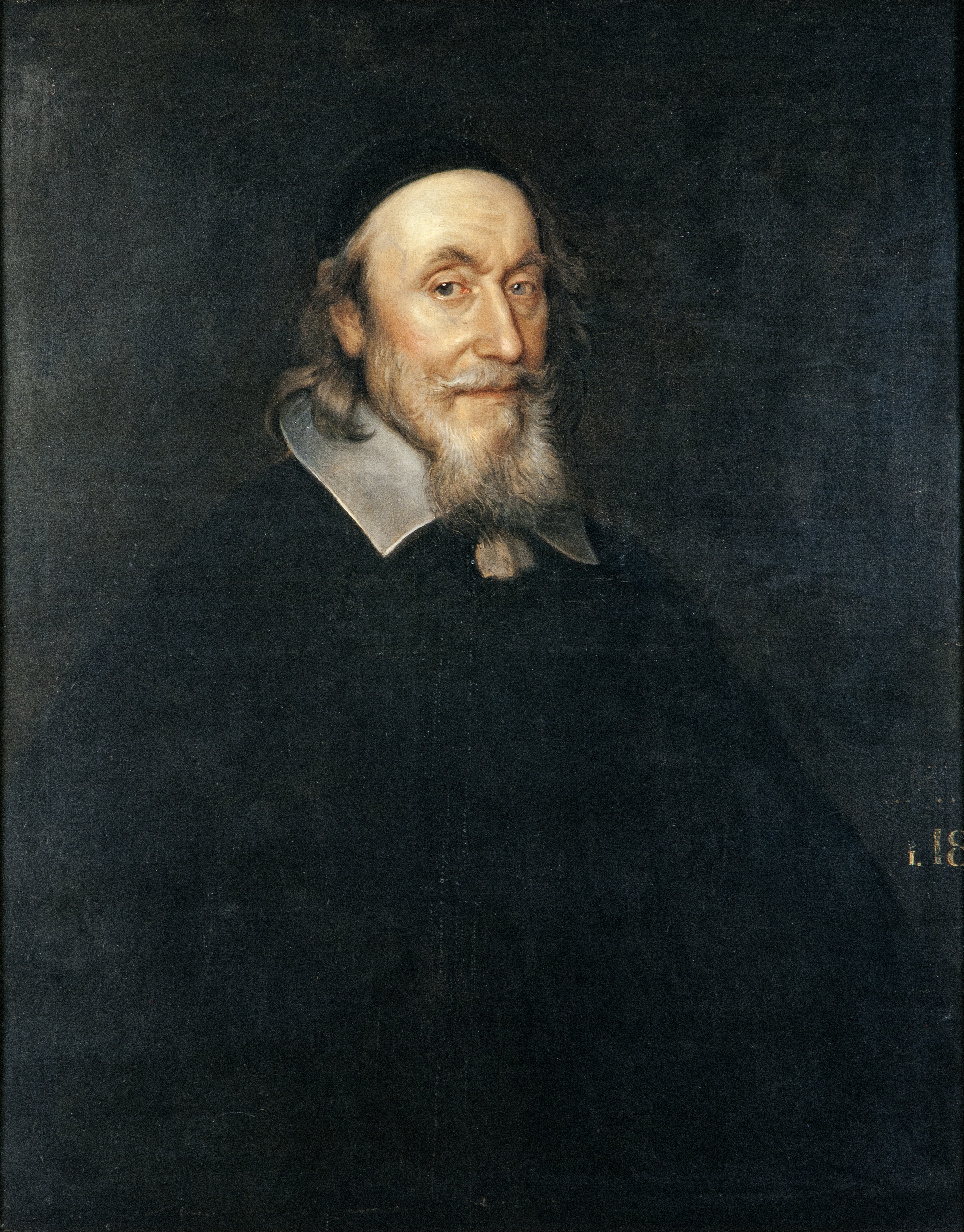
Axel Oxenstierna.

Gustave-Adolphe se tourne alors vers la Pologne de Sigismond, qui n'a pas abdiqué ses prétentions au trône de Suède. Il envahit la Livonie et s'empare de la ville de Riga en 1621, puis s'enfonce en Prusse-Orientale. Malgré le soutien des Habsbourg, Sigismond doit céder la Livonie à la Suède au traité d'Altmark en 1629. Gustave-Adolphe, fervent luthérien, peut dès lors se tourner vers la guerre de Trente Ans, qui oppose depuis 1618 l'empereur Ferdinand II et la Ligue catholique aux princes protestants du Saint-Empire. Le roi de Suède débarque en Poméranie en juin 1630 et remporte une victoire éclatante sur les Impériaux de Tilly à Breitenfeld en septembre 1631. L'armée suédoise s'enfonce en Allemagne et pénètre en Bavière au printemps 1632, mais elle ne poursuit pas sa marche vers Vienne, car Wallenstein la contraint à remonter vers le Nord. À la bataille de Lützen, le 5 novembre, les Suédois remportent la victoire, mais leur roi laisse la vie sur le champ de bataille.

### La modification de l'ordre constitutionnel
Cette période, qui voit l'extension du royaume à l'étranger, est également marqué par le développement pacifique de l'ordre constitutionnel suédois. Dans ce domaine comme dans tous les autres, c'est Gustave Adolphe lui-même qui prend l'initiative.
Théoriquement, le Conseil royal (Riksråd) reste encore le pouvoir dominant au sein de l'État, mais toute l'autorité réelle est transférée progressivement à la couronne. Le Conseil royal perd progressivement son ancien rôle de représentant de l'aristrocratie semi-féodale et devient une bureaucratie détenant les offices principaux, au bon plaisir du roi.
Le rôle du Riksdag est également modifié durant cette période. Alors que dans tous les autres pays européens, à l'exception du Royaume de Pologne-Lituanie et de l'Angleterre, l'ancienne représentation populaire des états est en train de disparaître, la Suède de Gustave Adolphe l'érige au rang de partie intégrante de la constitution. L'ordonnance de 1617 sur le Riksdag transforme une assemblée turbulente et aléatoire en une véritable assemblée nationale, se rencontrant et délibérant selon des règles précises.
L'une des charges nobiliaires, appelée d'abord Landmarskalk (maréchal de la diète), est désormais attribuée régulièrement. Son titulaire devient le porte-parole de la Chambre des Nobles (Riddarhus (sv)), alors que le primat assume la présidence des trois autres chambres, le clergé, la bourgeoisie et les paysans. Ces trois états éliront ensuite eux-mêmes leurs propres porte-paroles.
Lors de l'ouverture de chaque session, le roi soumet aux états les propositions royales. Chacun des états délibère alors séparément sur ces propositions et leurs réponses sont apportées au roi lors de la session suivante. Si les réponses des états diffèrent entre elles, le roi peut choisir l'opinion qui lui semble la meilleure.
Les droits du Riksdag sont garantis par le Konungaförsäkran (sv), qui est l'assurance donnée par chaque roi lors de son accession au trône, où il promet de collaborer avec les états durant l'élaboration de la législation et de les consulter sur toute question de politique étrangère.
C'est donc le roi qui prend l'initiative, mais les états ont le droit de s'opposer aux mesures proposées par le roi à la fin de chaque session. C'est également durant le règne de Gustave Adolphe qu'a été créée la Commission secrète (Hemliga Utskottet), qui s'occupe des affaires extraordinaires et dont les membres sont élus par les états.
Les onze sessions du Riskdag dirigées par Gustave Adolphe ont toutes été presque exclusivement occupées à trouver des moyens de financer les guerres polonaises et allemandes. Les états ont montré un zèle patriotique sans faille durant cette période.

### Le règne de Christine (1632-1654)

Christine, 1661.

Gustave-Adolphe ne laisse qu'une fille de cinq ans, Christine. Axel Oxenstierna assure la régence durant sa minorité. La situation en Allemagne devient délicate, notamment après la défaite de Nördlingen en septembre 1634, qui incite la Saxe à conclure une paix séparée avec l'empereur. Cependant, l'intervention française change la donne, et la victoire de Wittstock redonne espoir aux protestants d'Allemagne. En 1643, Oxenstierna profite de la mauvaise situation du Danemark pour l'attaquer. La guerre de Torstenson (1643-1645) permet à la Suède de s'emparer du Jämtland et du Härjedalen, ainsi que des îles de Gotland, Ösel et de la province de Halland pour trente ans.
Après de nouvelles victoires suédoises (Jankau, Zusmarshausen), la guerre de Trente Ans prend fin avec les traités de Westphalie, en 1648. La Suède acquiert la Poméranie occidentale, les villes de Wismar et Stettin en Poméranie orientale, ainsi que les anciens évêchés de Brême-et-Verden, qui lui assurent le contrôle des embouchures de l'Elbe et de la Weser. Elle devient l'une des grandes puissances européennes.
Christine abdique en 1654 pour se convertir au catholicisme. Son cousin Charles-Gustave, petit-fils par sa mère de Charles IX, lui succède.

### La dynastie palatine et les guerres nordiques (1654-1718)

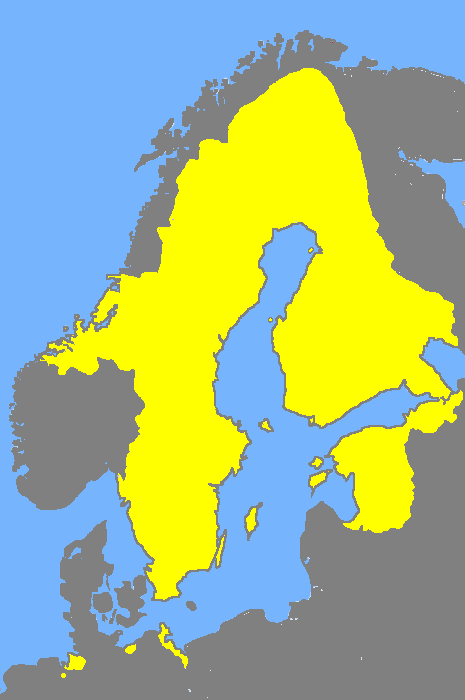
L'empire suédois à son apogée territorial en 1658.

Dès son arrivée au pouvoir, Charles X promulgue une série de mesures visant à récupérer les biens de la couronne des mains de la noblesse. Il décide en 1655 d'attaquer la Pologne, officiellement en raison des prétentions de Jean II Casimir Vasa sur le trône suédois, mais en réalité pour lutter contre l'extension de la puissance russe en direction de la Baltique. L'Autriche, le Danemark, le Brandebourg et la Russie rallient alors la Pologne : c'est le début de la Première guerre du Nord. Les Danois sont très rapidement défaits et, par le traité de Roskilde (1658), doivent céder la Scanie, le Blekinge, le Halland, le Bohuslän et la province de Trondheim en Norvège, ainsi que l'île de Bornholm. Quelques mois après le traité de paix, les Suédois attaquent à nouveau le Danemark, mais ils n'en retirent rien et doivent rétrocéder Trondheim et Bornholm en mai 1660, quelques mois après la mort de Charles X.
Le fils de Charles X, Charles XI, devient roi à l'âge de quatre ans. Son conseil de régence parvient à conclure la paix avec les adversaires du pays : avec la Pologne à Oliva en avril 1660, puis avec la Russie à Kardis en juin 1661. Deux tendances s'opposent au sein du conseil de régence : le trésorier Gustaf Bonde (sv) souhaite une paix durable, qui permettrait au pays d'assimiler ses nombreuses conquêtes, alors que le chancelier Magnus Gabriel De la Gardie est partisan d'une politique plus offensive. Le roi atteint sa majorité en décembre 1672.
En décembre 1674, la Suède s'implique dans la guerre de Hollande aux côtés de la France contre le Brandebourg, les Provinces-Unies et le Danemark. Ce conflit impopulaire est marqué par de nombreuses défaites, et la Scanie et la Poméranie sont occupées. Grâce au soutien de la France lors de l'élaboration du traité de Nimègue, la Suède sort de la guerre sans perdre de territoires, mais ses finances sont dans un état désastreux. Afin de renflouer les caisses de l'État, Charles XI lance en 1680 une Grande Réduction qui affaiblit considérablement la noblesse du pays et permet de financer la réforme de l'armée. Il consacre cependant la fin de son règne à préserver les acquis du pays, et ne participe pas à la guerre de la Ligue d'Augsbourg.

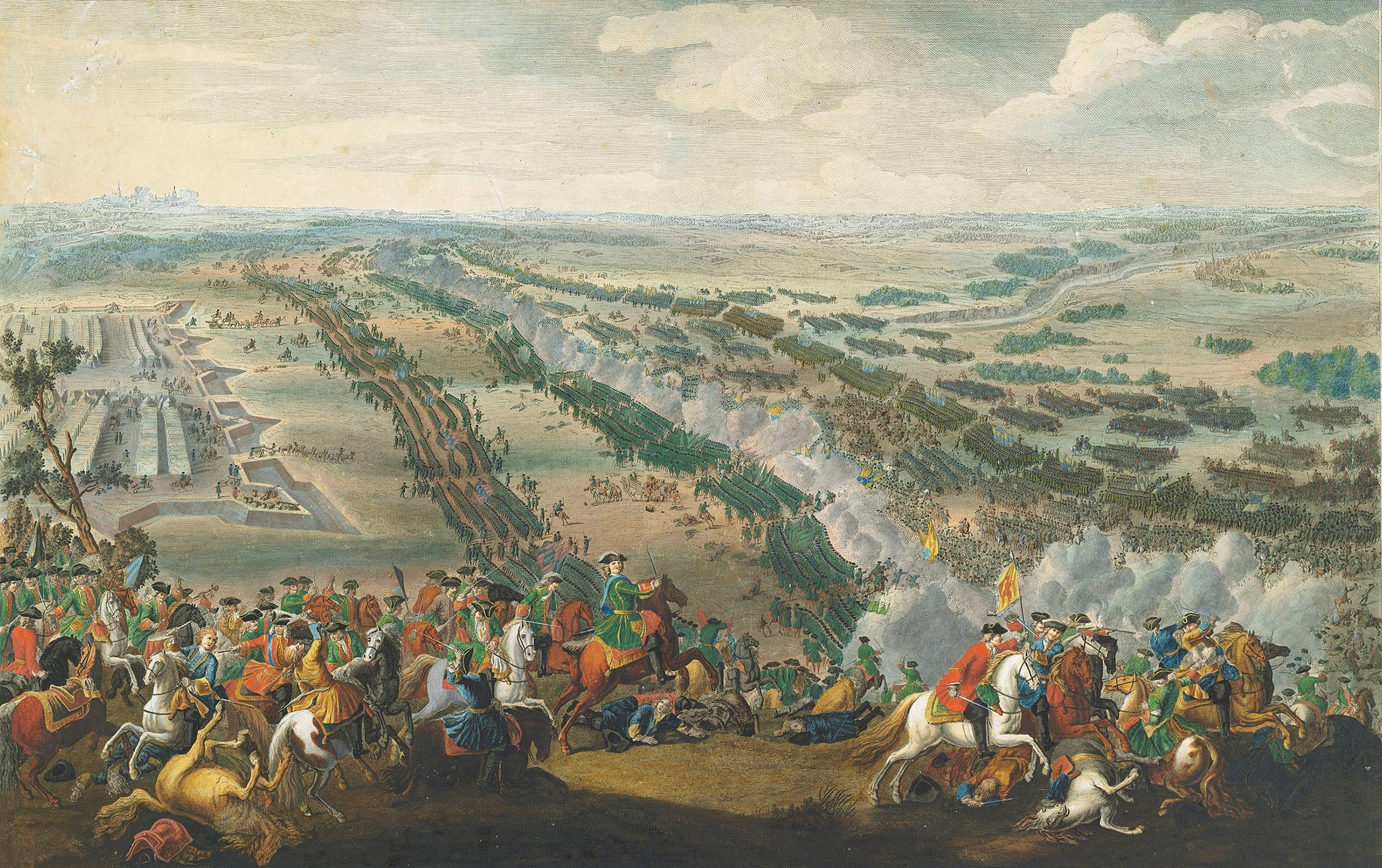
Poltava.

Charles XI meurt en avril 1697. Bien qu'il ne soit âgé de quinze ans, son fils Charles XII est couronné dès le mois de décembre. Ses vingt années de règne sont presque entièrement consacrées à la Grande guerre du Nord, un conflit qui oppose la Suède à tous ses voisins : le Danemark de Frédéric IV, la Pologne d'Auguste II et la Russie de Pierre le Grand. Les Danois sont vaincus dès août 1700, puis les Polonais en 1706. L'armée suédoise s'enfonce ensuite en Ukraine, mais, trop éloignée loin de ses bases, elle est vaincue par les Russes à Poltava en 1709. Charles XII doit s'enfuir en Turquie, tandis que l'alliance ennemie se reforme et menace la survie du royaume : les Danois occupent Brême-et-Verden et attaquent la Scanie, tandis que les Russes s'emparent de la Finlande, des provinces baltes et de la Poméranie. Charles XII parvient à rentrer au pays en 1714, après cinq années d'exil, et tente sans grand succès de s'opposer aux intérêts de ses adversaires. Il est tué lors d'une dernière campagne norvégienne en 1718. Les traités de paix conclus dans les années qui suivent sa mort viennent mettre un terme à l'empire suédois, qui doit céder une partie de la Carélie, l'Ingrie et les provinces baltes à la Russie, ainsi que Brême-et-Verden au Hanovre.

## LeXVIIIesiècle

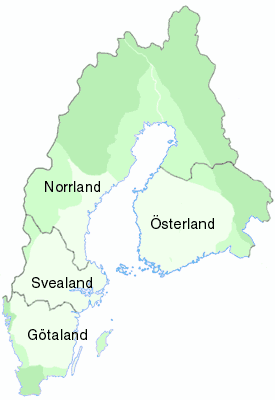
Le Royaume de Suède en 1700, appelé aussi Suède-Finlande.

### L'ère de la liberté (1719-1772)

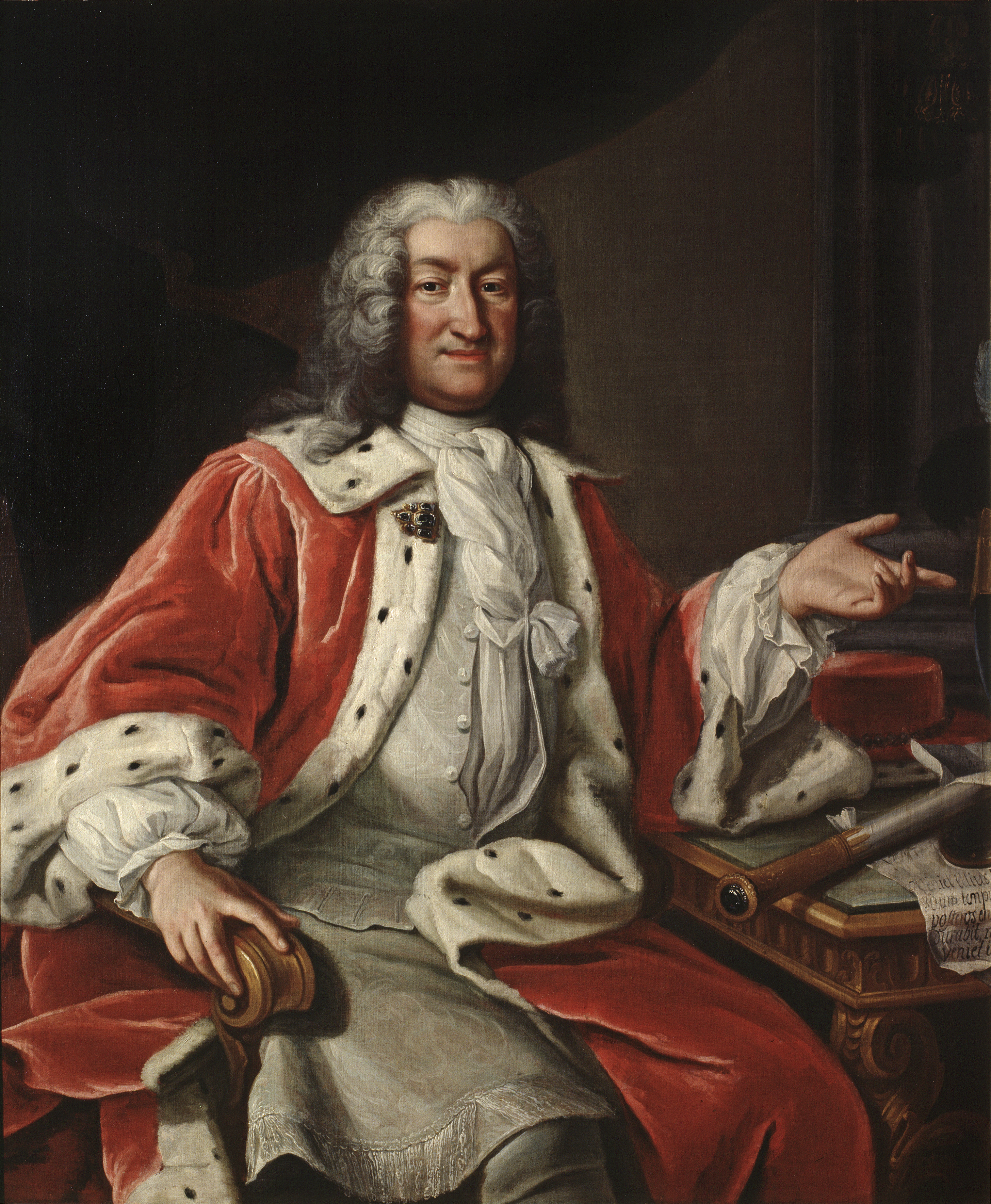
Arvid Horn.

La sœur cadette de Charles XII, Ulrique-Éléonore, lui succède sur le trône. Le Riksdag obtient qu'elle respecte une nouvelle constitution (sv), qui donne des pouvoirs accrus au Parlement et au Conseil d'État (Riksråd) tout en diminuant ceux du roi : celui-ci ne peut notamment plus déclarer la guerre sans l'accord du Riksdag. Le Parlement, dominé par la haute noblesse, devient ainsi le véritable détenteur du pouvoir. Lorsque Ulrique-Éléonore abdique en faveur de son mari Frédéric de Hesse en 1720, celui-ci doit également s'engager à respecter la constitution.
Le comte Arvid Horn, président de la Chancellerie de 1720 à 1738, s'efforce de rompre avec l'ancienne politique belliqueuse du royaume en s'éloignant de la France pour se rapprocher de la Grande-Bretagne, dont il admire les institutions libérales. Il cherche également à ménager la Russie. Sa politique permet au pays de bénéficier de vingt ans de paix pour se reconstruire, retrouver sa prospérité et dynamiser son commerce : la Compagnie suédoise des Indes orientales est ainsi fondée en 1731.
Au fil du temps, le souvenir des guerres de Charles XII s'estompant, une nouvelle génération de politiciens, menée par les comtes Carl Gyllenborg et Carl Gustaf Tessin, commence à critiquer la frilosité du Parlement. Surnommant leurs adversaires les « Bonnets de nuit » (mössor), ils adoptent eux-mêmes le nom de « Chapeaux » (hattar), en référence au tricorne porté par les officiers de l'armée. Ils reçoivent un important soutien financier de Louis XV, déçu que la Suède ait refusé d'intervenir dans la guerre de Succession de Pologne. En 1738, les Chapeaux sont devenus suffisamment puissants pour contraindre Horn à la démission.
Devenu président de la Chancellerie, Gyllenborg renoue l'ancienne alliance avec la France et déclare la guerre à la Russie en 1741. Dans un premier temps, les complications dues à la mort de l'empereur Charles VI et de la tsarine Anne Ire semblent jouer en faveur des Suédois, mais le conflit tourne rapidement à l'avantage des Russes. Le traité d'Åbo (1743) voit la frontière entre les deux pays se déplacer encore davantage vers l'Ouest. Malgré cette défaite et la rébellion dalécarlienne en 1743, les Chapeaux conservent le pouvoir et déjouent une tentative de coup d'État royaliste menée par le nouveau roi Adolphe-Frédéric en 1756.
L'année suivante, Anders Johan von Höpken (en) engage la Suède dans la guerre de Sept Ans aux côtés de la France contre la Prusse, dans l'espoir de recouvrer les possessions de Poméranie perdues en 1720. La guerre de Poméranie (1757-1762) se solde par un retour au statu quo et ruine les finances du royaume, rendant les Chapeaux suffisamment impopulaires pour permettre le retour au pouvoir des Bonnets en 1765.
Le nouveau président de la Chancellerie, Carl Gustaf Löwenhielm (sv), s'allie aux Britanniques et tente de réduire le déficit du royaume. Face à lui se monte une alliance de circonstance entre les Chapeaux, désireux de revenir au pouvoir, et le prince héritier Gustave III, qui souhaite rétablir l'autorité royale. L'abdication temporaire d'Adolphe-Frédéric en 1768 permet de forcer la convocation du Riksdag l'année suivante, et les Bonnets sont évincés du pouvoir.

### L'ère gustavienne (1772-1809)

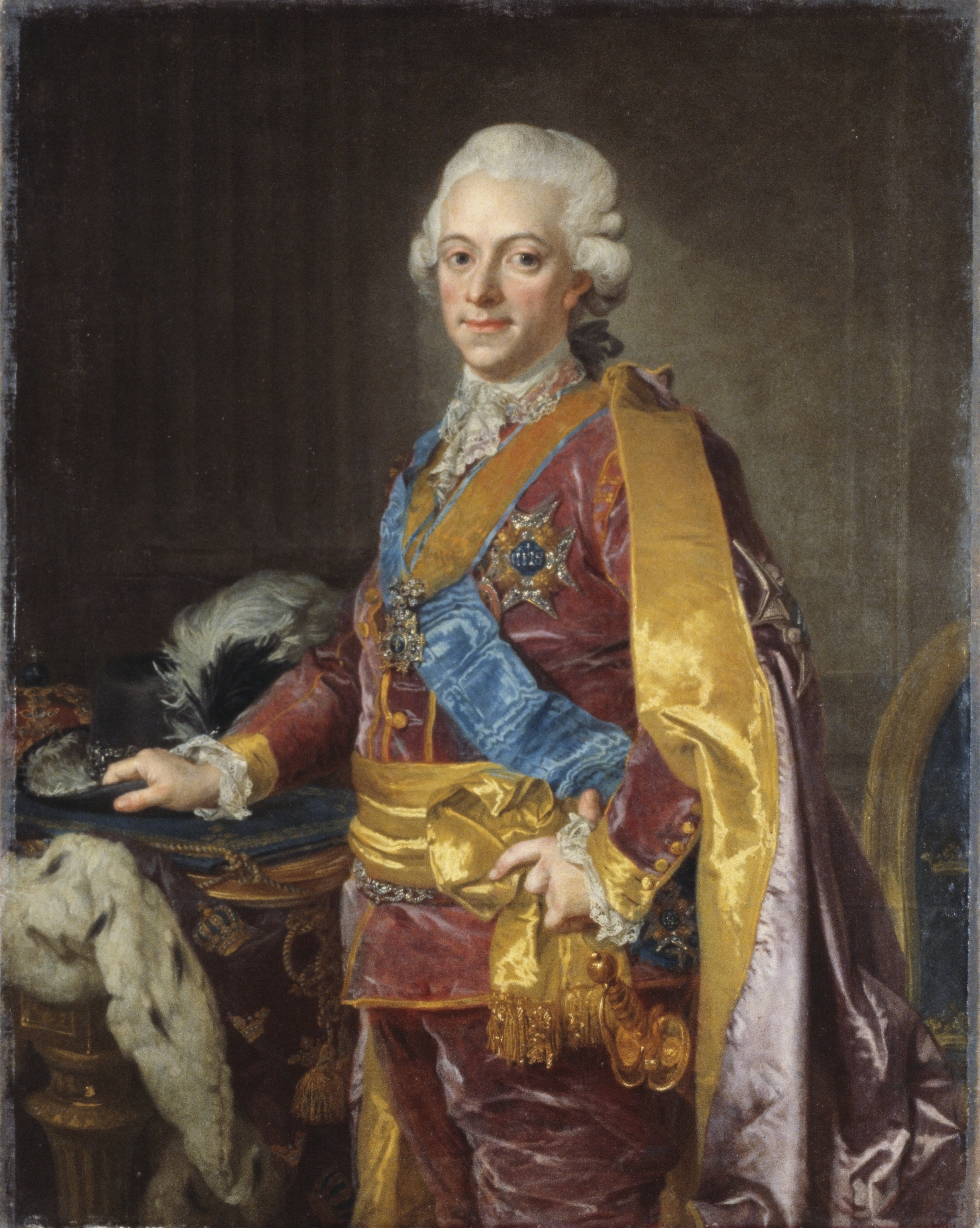
Gustave III.

Le 12 février 1771, Adolphe-Frédéric meurt et son fils Gustave III lui succède dans un contexte troublé : le pays, affaibli, semble sur le point de succomber aux appétits russes, à l'image de la Pologne partagée, tandis que le Riksdag, en proie à la corruption généralisée, est plus que jamais déchiré entre Chapeaux et Bonnets. Le nouveau roi se présente d'abord comme un simple médiateur entre les deux partis avant de conduire un coup d'État (sv) sans violence au mois d'août 1772. Une nouvelle constitution (en) est adoptée à son instigation le 21 août. Elle rétablit l'autorité du roi sur le Riskdag, dont les pouvoirs sont fortement diminués.
Gustave III gouverne dès lors la Suède en despote éclairé, s'attirant notamment l'admiration de Voltaire (« Jeune et digne héritier du grand nom de Gustave… »). Le pays connaît quinze années de paix qui permettent aux arts de s'épanouir : l'Opéra royal de Stockholm est inauguré en 1782 et le Théâtre dramatique royal en 1788, tandis que l'Académie suédoise est fondée en 1786 sur le modèle de l'Académie française. Cependant, le roi est confronté à une opposition sans cesse croissante, issue de diverses sources et encouragée par la tsarine Catherine II. Pour mettre un terme à l'ingérence russe dans les affaires suédoises, Gustave III déclare la guerre à la Russie en juin 1788. Le conflit russo-suédois dure deux ans et s'achève en août 1790 par un retour au statu quo ante bellum. Entre-temps, le roi contraint le Riksdag à adopter un Acte d'union et de sécurité (en) qui renforce considérablement ses pouvoirs. Pour les plus radicaux de ses opposants, Gustave III est devenu un véritable tyran. Il est assassiné (sv) le 16 mars 1792 par l'ancien capitaine de la garde Jacob Johan Anckarström.
Son fils Gustave IV lui succède, sous la régence du duc Charles de Södermanland, le frère cadet du roi défunt. L'homme fort des années de régence est l'impopulaire Gustaf Adolf Reuterholm (en), qui est chassé du pays à la majorité du roi en 1796.
Restée neutre lors des guerres de la Révolution française en raison de ses relations privilégiées avec la France, la Suède finit par s'engager contre elle en adhérant à la Troisième, puis à la Quatrième Coalition (1805-1806). La victoire française à Friedland et l'alliance franco-russe viennent mettre la Suède en péril : la Poméranie suédoise doit être évacuée en août 1807. Le Danemark s'allie à son tour à la France en octobre, mais Gustave IV persiste dans son opposition à Napoléon : malgré l'encerclement de son pays, il y voit une occasion de s'emparer de la Norvège. En février 1808, les troupes russes envahissent la Finlande, et la guerre de Finlande tourne rapidement à leur avantage. L'obstination du roi incite un groupe d'officiers à mener un coup d'État en mars 1809 pour le déposer et le remplacer par son oncle, l'ancien régent, qui devient le roi Charles XIII.
En 1784, l'île de Saint-Barthélemy est cédée par Louis XVI au roi Gustave III de Suède contre un droit d'entrepôt à Göteborg. En 1877, l’ile est rétrocédée à la France par le roi Oscar II de Suède et est rattachée à l'île française de la Guadeloupe le 16 mars 1878.

## LeXIXesiècle

### Nouvelle dynastie, nouvelle union (1809-1866)

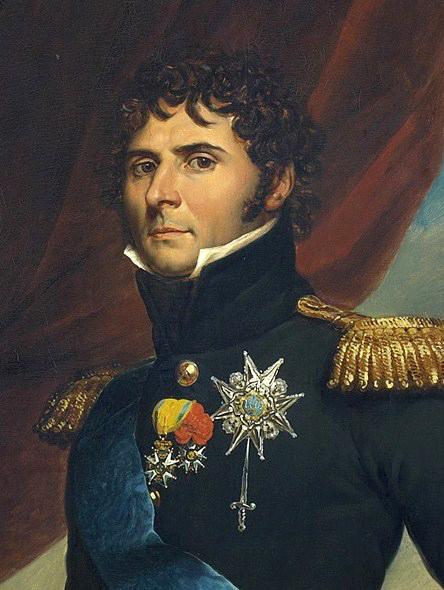
Charles XIV Jean.

Le 6 juin 1809, Charles XIII est proclamé roi et une nouvelle constitution (en), inspirée du principe de séparation des pouvoirs de Montesquieu, est adoptée par le Riksdag. Désormais, le roi incarne le pouvoir exécutif, mais travaille avec un Conseil (sv) de neuf membres, chapeauté par deux ministres d'État, celui de la Justice et celui des Affaires étrangères. Il partage le pouvoir législatif avec le Riksdag, qu'il doit convoquer au moins tous les cinq ans et qui a la main haute sur le budget de l'État. Le pouvoir judiciaire est indépendant des deux autres.
Le nouveau roi est âgé et sans enfants, et il faut donc lui trouver un héritier. Le premier candidat choisi est un prince danois, Charles-Auguste, dans l'idée que la Suède pourrait ainsi acquérir la Norvège aux dépens du Danemark. Sa mort prématurée, en mai 1810, réduit ce plan à néant. Le Riksdag jette ensuite son dévolu sur un maréchal français, Jean-Baptiste Bernadotte, dans l'espoir d'entrer dans les bonnes grâces de Napoléon. Élu prince héritier le 21 août, Bernadotte débarque en Suède le 20 octobre et prend rapidement en main les affaires de l'État. La Suède est alors au plus bas : l'année précédente, au traité de Fredrikshamn, elle a dû céder la Finlande à la Russie. Bernadotte choisit de se rapprocher du tsar Alexandre Ier : il projette d'attaquer le Danemark et d'annexer la Norvège en compensation de la perte de la Finlande.
En 1813, Bernadotte, désormais régent du royaume, adhère à la Sixième Coalition contre Napoléon, et obtient à titre personnel et pour ses héritiers l'île de la Guadeloupe de la part de la Grande-Bretagne, qui venait de la conquérir. À la tête des troupes coalisées, il combat à Gross Beeren et à Leipzig, puis dirige l'armée suédoise vers le Danemark avec l'accord du tsar. Vaincus à Bornhöved, les Danois sont contraints de céder la Norvège à la couronne suédoise par le traité de Kiel. Une tentative d'insurrection norvégienne est rapidement vaincue, et la convention de Moss aboutit à la naissance de la Suède-Norvège. Les deux royaumes sont réunis en union personnelle, la Norvège conservant ses institutions propres. La Suède perd la Guadeloupe au traité de Paris de 1814 mais la maison Bernadotte conserve alors le Fonds de la Guadeloupe, une rente versée à la famille royale jusqu'en 1983.
Bernadotte devient roi en 1818 sous le nom de Charles XIV Jean. Son règne long et pacifique voit la Suède connaître une importante croissance démographique, notamment grâce à l'amélioration des techniques agricoles (introduction de la pomme de terre) et au défrichement de nouvelles terres. Il résout également la crise économique causée par les guerres des années 1800-1810 par des mesures protectionnistes (relèvement des tarifs douaniers).
La première moitié du XIXe siècle, correspondant aux règnes de Charles XIV (1818-1844) et de son fils Oscar Ier (1844-1859), est marquée par l'apparition et la montée en puissance de l'opposition libérale, ainsi que par le souhait d'une réforme électorale qui abolirait la représentation par ordres au Riksdag au profit d'un vote national unique. Le conservatisme politique de Charles XIV le pousse à se rapprocher de la noblesse et du clergé contre la bourgeoisie et les paysans, jusqu'alors les soutiens traditionnels de la monarchie. Son fils Oscar procède à quelques réformes (abolition des corporations obligatoires en 1846), mais les manifestations populaires qui éclatent en 1848 le retiennent d'aller plus loin.
C'est sous Charles XV (1859-1872) qu'ont lieu les premières grandes réformes libérales et libre-échangistes, sous la direction du ministre des Finances Johan August Gripenstedt : suppression des tarifs douaniers sur les céréales (1857), garantie de la liberté d'entreprise (1864), abolition des punitions corporelles… La réforme électorale (sv) est adoptée en 1865, donnant naissance à un Riksdag composée de deux chambres élues au suffrage censitaire. Le premier Riksdag bicaméral, élu par environ 10 % de la population suédoise, entre en fonctions en 1867.

### Industrialisation et modernisation (1866-1914)
Pendant la Révolution industrielle, l'économie, alors principalement agricole, passe progressivement d'une structure villageoise au modèle de la ferme privée. Le pays s'industrialise progressivement, en particulier dans le textile et la scierie. Cela n'amène cependant guère de progrès économiques et sociaux et, l'augmentation de la population aidant, un million de Suédois émigrent aux États-Unis entre 1850 et 1890.
Le XIXe siècle voit l'émergence d'une presse d'opposition libérale, l'abolition du monopole des guildes en faveur de la libre-entreprise, des réformes fiscales et électorales, l'introduction d'un service militaire national et le développement de trois grands partis, social démocrate, libéral et conservateur.
C'est à cette époque qu'Alfred Nobel invente la dynamite ; et que les Prix Nobel sont créés.

## LeXXesiècle

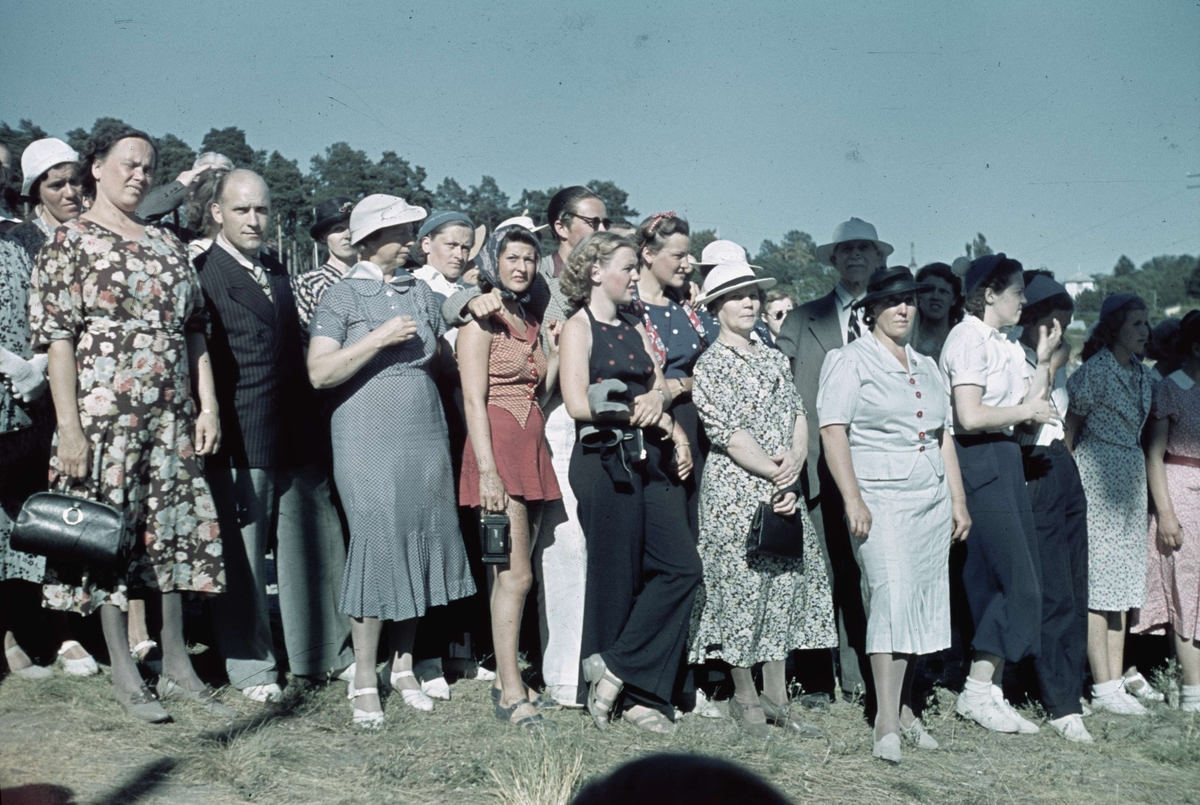
Vaxholm, 1938

### La Suède de 1945 à 1990
Après la Seconde Guerre mondiale et le traité de Rome de 1957 instituant la Communauté européenne, la Suède était réservée quant à la perspective d'établissement d'une union douanière et d'un marché commun entre les pays européens. Elle a intégré l'association européenne de libre-échange (AELE) avec six autres pays européens (1960).
La Suède a fait figure de pionnier sur la protection de l'environnement. Elle a accueilli le premier sommet de la Terre, qui a eu lieu à Stockholm en 1972.

### La Suède depuis 1991
La Suède ne fait pas partie des pays qui ont signé le traité de Maastricht en 1992. Elle a intégré l'Union européenne par le traité de Corfou en 1994. Elle est sortie à cette occasion de l'AELE, et continue d'appliquer les accords de libre-échange avec l'EEE en tant que membre de la Communauté européenne.
La Suède est également pionnière dans le déploiement du réseau internet, puisqu'elle accueille l'un des 13 serveurs racines du DNS à Stockholm, l'un des deux serveurs européens avec celui de Londres (anycast).
Le Conseil européen de Göteborg a précisé en 2001 la stratégie européenne dans les systèmes d'information, en incluant des orientations de développement durable dans la stratégie de Lisbonne définie un an plus tôt.
Le peuple suédois a refusé l'adoption de l'euro par référendum le 14 septembre 2003, quatre jours après l'assassinat du ministre des affaires étrangères Anna Lindh.

#### Galerie de dirigeants politiques récents
Chef(fe)s de gouvernement

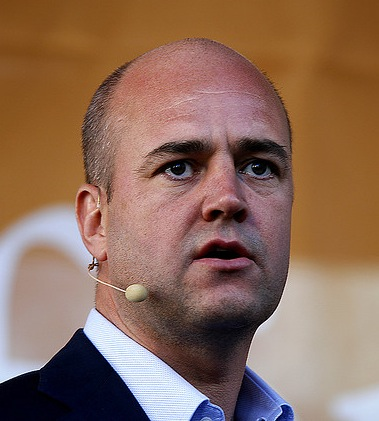
Fredrik Reinfeldt 2006-2014
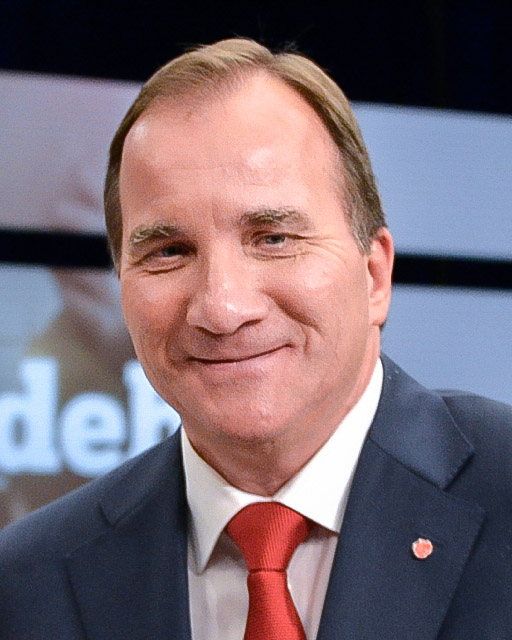
Stefan Löfven 2014-2021
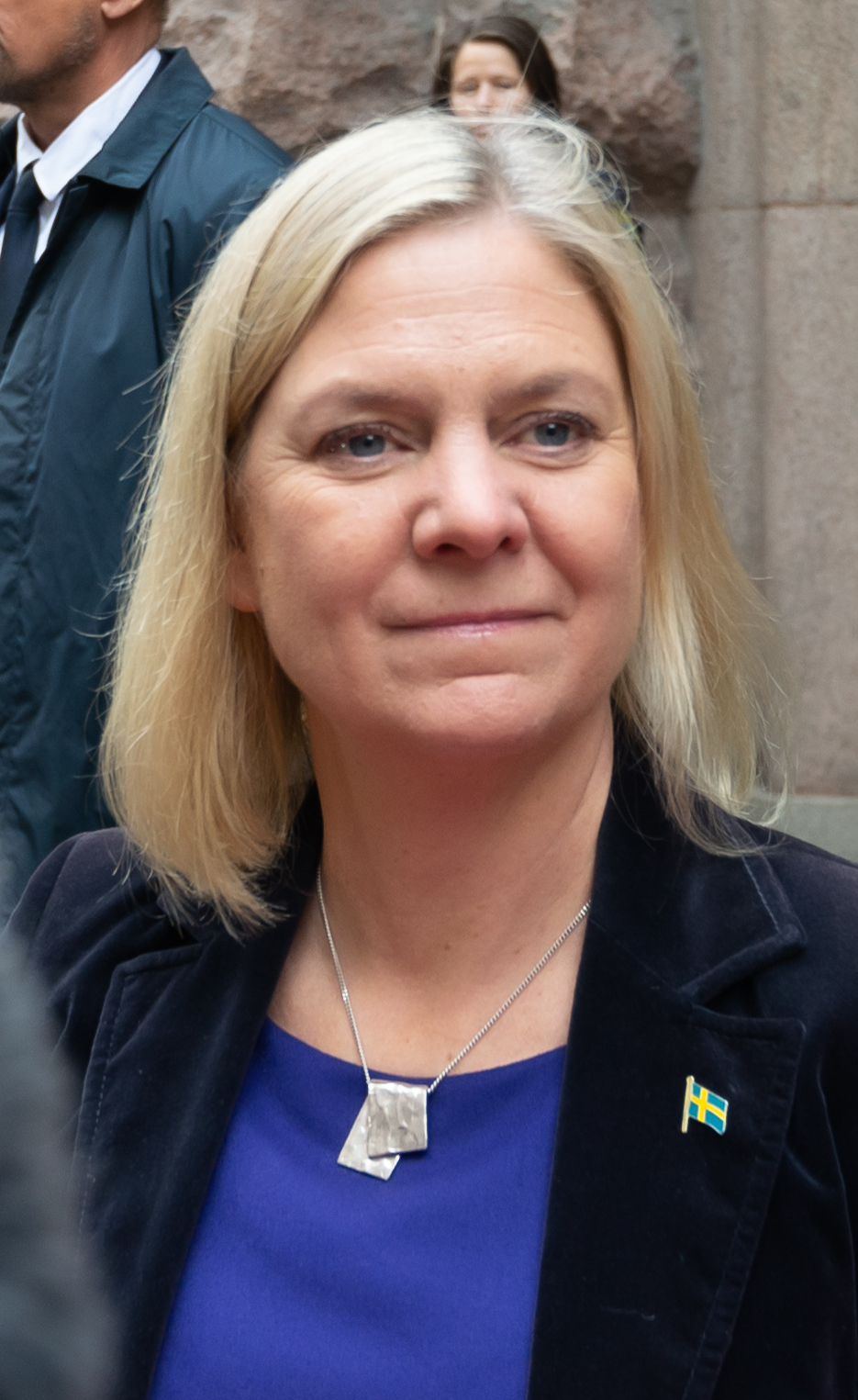
Magdalena Andersson 2021-2022
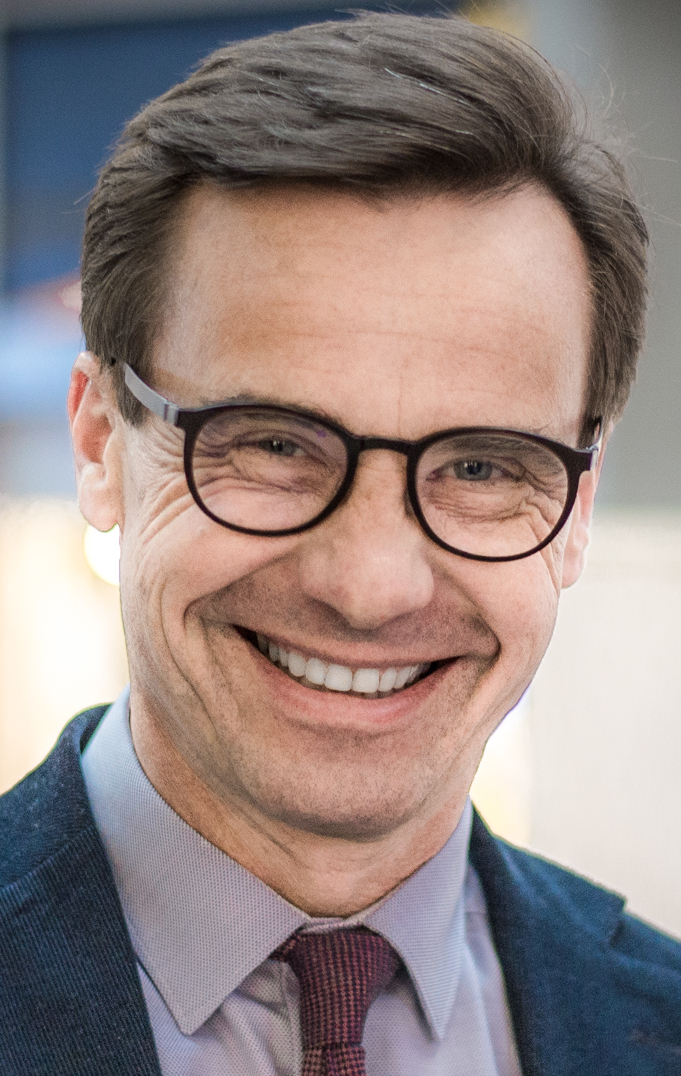
Ulf Kristersson 2022-présent